# Fujiwara Keiji
Fujiwara Keiji (藤原 啓治 (Đằng Nguyên Khải Trị) 5 tháng 10 năm 1964 – 12 tháng 4 năm 2020) là một diễn viên và diễn viên lồng tiếng Nhật Bản. Ông nổi tiếng với việc lồng tiếng cho những nhân vật như bố của Shinnosuke là Nohara Hiroshi trong loạt phim hoạt hình Crayon Shin-chan, Maes Hughes trong Giả kim thuật sư, Holland trong Eureka Seven, Axel in Kingdom Hearts, Leorio trong Hunter x Hunter, Fujimoto Shiro trong Ao no Exorcist, và Esidisi trong JoJo's Bizarre Adventure: Battle Tendency. Trong lĩnh vực live action, ông được biết đến với vai lồng tiếng cho diễn viên Robert Downey Jr. vai Iron Man/Tony Stark. Ông thành lập công ty quản lý và sản xuất tài năng của riêng mình, Air Agency, vào năm 2006.

## Tiểu sử
Mặc dù được sinh ra ở Tokyo, thời thơ ấu đa phần ông ở tỉnh Iwate. Ở trường trung học, ông chuyên xử lý phần âm thanh của một ban nhạc mà ông thành lập cùng với người bạn của mình là Furuichi Kotaro, tay guitar tương lai của ban nhạc rock The Collector.
Khoảng 18 tuổi, ông tự mình quay trở lại Tokyo và gia nhập trường diễn xuất Bungakuza. Những năm 1980 ông biểu diễn trong một số đoàn kịch trong khi làm việc lặt vặt. Fujiwara được giới thiệu với công ty diễn xuất giọng nói đầu tiên, Ken Production, vào đầu những năm 1990. Bộ phim hoạt hình trên truyền hình đầu tiên mà ông xuất hiện thường xuyên là Yokoyama Mitsuteru Sangokushi, nhưng vai diễn đột phá nhất của ông là vai Nohara Hiroshi trong Crayon Shin-chan.
Vào tháng 11 năm 2006, ông rời Ken Production và thành lập công ty riêng của mình, Air Agency. Bên cạnh việc quản lý tài năng, công ty tiếp tục phát hành các bộ phim truyền hình và kịch thông qua công ty con Air Label, cũng như sản xuất các sự kiện trực tiếp. Vào năm 2010, Fujiwara ra mắt màn đạo diễn âm thanh của riêng mình tại Kakkokawaii Sengen! 
Vào tháng 8 năm 2016, Air Agency thông báo ông sẽ tạm thời điều trị một căn bệnh không xác định. Ông chính thức nối lại công việc vào tháng 6 năm 2017. Fujiwara qua đời vì bệnh ung thư vào ngày 12 tháng 4 năm 2020.

## Phim ảnh

### Hoạt hình trên truyền hình
| Năm  | Tựa                                                                | Vai                                      | Ghi chú/Tham khảo |
| ---- | ------------------------------------------------------------------ | ---------------------------------------- | ----------------- |
| 1991 | Yokoyama Mitsuteru Sangokushi                                      | Zhang Fei                                | [ 14 ]            |
| 1991 | RPG Densetsu Hepoi                                                 | Baron Castle                             | [ 14 ]            |
| 1992 | Crayon Shin-chan                                                   | Nohara Hiroshi                           | Until 2016        |
| 1992 | Ranma 1/2                                                          | Kimiyasu Daitokuji                       | [ 14 ]            |
| 1992 | Salad Juu Yuushi Tomatoman                                         | Naple-hakase                             | [ 14 ]            |
| 1993 | Mobile Suit Victory Gundam                                         | Striker Eagle, Batsraff                  | [ 14 ]            |
| 1993 | Nintama Rantarou                                                   | Nomura Yūzō, Yoshino Sakuzō              | [ 15 ]            |
| 1993 | Shippuu! Iron Leaguer                                              | Destiny                                  | [ 14 ]            |
| 1993 | Jungle King Tar-chan                                               | Manny, Garcia Mangano                    | [ 14 ]            |
| 1993 | Warau Salesman (special)                                           | Katsuto Daisuke                          | [ 14 ]            |
| 1994 | Soccer Fever                                                       | Jim Ackermann                            | [ 14 ]            |
| 1994 | Metal Fighter Miku                                                 | Naoya Shibano                            | [ 14 ]            |
| 1994 | Bonobono                                                           | Araiguma                                 | [ 15 ]            |
| 1994 | Mahoujin Guru Guru                                                 | Kizarandosu                              | [ 14 ]            |
| 1995 | Mobile Suit Gundam Wing                                            | Noventa, many others                     | [ 14 ]            |
| 1995 | Nurse Angel Ririka SOS                                             | Moriya Kazuhito                          | [ 14 ]            |
| 1996 | Mobile Suit Gundam: The 08th MS Team                               | Eledore Massis                           | [ 15 ]            |
| 1996 | Rurouni Kenshin                                                    | Nagaoka Mikio                            | [ 14 ]            |
| 1996 | Chouja Reideen                                                     | Mothman                                  | [ 14 ]            |
| 1996 | The Vision of Escaflowne                                           | Kajya                                    | [ 14 ]            |
| 1996 | B't X                                                              | Ron                                      | [ 14 ]            |
| 1996 | YAT Anshin! Uchu Ryokou                                            | Gabriel, Winky                           |                   |
| 1997 | Hyper Police                                                       | Tachibana                                | [ 14 ]            |
| 1997 | The File of Young Kindaichi                                        | Kouhei Himura; Kyousuke Saeki            | [ 14 ]            |
| 1997 | Chou Mashin Eiyuuden Wataru                                        | Topspin                                  | [ 14 ]            |
| 1998 | Initial D                                                          | Shingo Shōji                             | [ 14 ]            |
| 1998 | Weiss Kreuz                                                        | Masafumi Takatori                        | [ 14 ]            |
| 1998 | Super Doll Licca-chan                                              | Pierre Kayama, Mitsugi Takabayashi       | [ 14 ]            |
| 1999 | Zoids: Chaotic Century                                             | Irvine                                   | [ 14 ]            |
| 1999 | Kaikan Phrase                                                      | Kudou                                    | [ 14 ]            |
| 1999 | Jubei-Chan The Ninja Girl - Secret of the Lovely Eyepatch          | Sai Nanohana                             | [ 14 ]            |
| 2000 | Fighting Spirit                                                    | Tatsuya Kimura                           | [ 15 ]            |
| 2000 | The Candidate for Goddess                                          | Azuma Hijikata                           | [ 14 ]            |
| 2000 | Carried by the Wind: Tsukikage Ran                                 | Junzaburo Shiina                         |                   |
| 2000 | Hidamari no Ki                                                     | Gentaku Ikawa                            | [ 14 ]            |
| 2000 | Inspector Fabre                                                    | Lumiere, Daniel                          | [ 14 ]            |
| 2000 | Clockwork Fighters Hiwou's War                                     | Sankichi                                 | [ 14 ]            |
| 2001 | Grappler Baki                                                      | Orochi Katsumi                           | [ 14 ]            |
| 2001 | Hikaru no Go                                                       | Seiji Ogata                              | [ 14 ]            |
| 2001 | Kasumin                                                            | Boshi; Degigame                          | [ 14 ]            |
| 2001 | Kokoro Library                                                     | Funny Tortoise                           | [ 14 ]            |
| 2001 | Galaxy Angel                                                       | Volcott O. Huey                          | [ 14 ]            |
| 2001 | Zoids: New Century                                                 | Jack Cisco                               | [ 14 ]            |
| 2001 | Arjuna                                                             | Sakurai-sensei                           | [ 14 ]            |
| 2001 | Rune Soldier                                                       | William                                  | [ 14 ]            |
| 2002 | Heat Guy J                                                         | Ken Edmundo                              | [ 14 ]            |
| 2002 | Magical☆Shopping Arcade Abenobashi                                 | Papan                                    | [ 14 ]            |
| 2002 | MegaMan NT Warrior                                                 | PharaohMan, Zoano PharaohMan             | [ 14 ]            |
| 2002 | Overman King Gainer                                                | Kashimaru Bale                           | [ 14 ]            |
| 2002 | The Twelve Kingdoms                                                | Gyoso Saku                               | [ 14 ]            |
| 2002 | Asobotto Senki Goku                                                | Window                                   | [ 14 ]            |
| 2002 | Getbackers                                                         | Haruo Ohtaki, Yamato Kudou               | [ 14 ]            |
| 2003 | Fullmetal Alchemist                                                | Maes Hughes                              | [ 15 ]            |
| 2003 | Kaleido Star                                                       | Kalos                                    | [ 14 ]            |
| 2003 | Stellvia of the Universe                                           | Jinrai Shirogane                         | [ 14 ]            |
| 2003 | Ashita no Nadja                                                    | Chuuhachi Ninomiya                       | [ 14 ]            |
| 2003 | Gad Guard                                                          | Bob Ashkenazi                            | [ 14 ]            |
| 2003 | Gilgamesh                                                          | Hayato Kazamatsuri                       | [ 14 ]            |
| 2003 | Dear Boys                                                          | Kaoru Shimojou                           | [ 14 ]            |
| 2004 | Ghost in the Shell: S.A.C. 2nd GIG                                 | Rodd, Sergeant                           | [ 14 ]            |
| 2004 | Kyo Kara Maoh!                                                     | Rodriguez                                | [ 14 ]            |
| 2004 | Paranoia Agent                                                     | Shunsuke Makabe                          | [ 14 ]            |
| 2004 | Pocket Monsters: Advanced Generation                               | Matsubusa                                |                   |
| 2004 | Sgt. Frog                                                          | Narration, Paul Moriyama, various others | [ 15 ]            |
| 2004 | Jubei-Chan 2: The Counterattack of Siberia Yagyu                   | Sai Nanohana                             | [ 14 ]            |
| 2004 | Agatha Christie no Meitantei Poirot to Marple                      | Hassan                                   | [ 14 ]            |
| 2004 | Kaiketsu Zorori                                                    | Dracula                                  | [ 14 ]            |
| 2004 | Mars Daybreak                                                      | Kubernes                                 | [ 14 ]            |
| 2004 | School Rumble                                                      | Kouji Yakushamaru/Mangoku                | [ 14 ]            |
| 2004 | Daphne in the Brilliant Blue                                       | Kevin Wei                                | [ 14 ]            |
| 2005 | Blood+                                                             | Nathan Mahler                            | [ 15 ]            |
| 2005 | Eureka Seven                                                       | Holland Novak                            | [ 15 ]            |
| 2005 | Honey and Clover                                                   | Shūji Hanamoto                           | [ 15 ]            |
| 2005 | IGPX                                                               | Yamā                                     | [ 14 ]            |
| 2005 | Kotencotenco                                                       | Shi Rudo                                 | [ 14 ]            |
| 2005 | Noein                                                              | Kyōji Kōriyama                           | [ 14 ]            |
| 2005 | Trinity Blood                                                      | Isaak Fernand von Kämpfer                | [ 14 ]            |
| 2005 | Gallery Fake                                                       | Max Watson                               | [ 14 ]            |
| 2005 | Shinshaku Sengoku Eiyuu Densetsu - Sanada Juu Yuushi The Animation | Masanari Hattori                         | [ 14 ]            |
| 2005 | NARUTO                                                             | Raiga Kurosuki                           | [ 14 ]            |
| 2005 | Black Cat                                                          | Sven Vollfied                            | [ 14 ]            |
| 2006 | Death Note                                                         | Shuichi Aizawa                           | [ 15 ]            |
| 2006 | Ghost Slayers Ayashi                                               | Ryūdō Yukiatsu                           | [ 14 ]            |
| 2006 | Gintama                                                            | Hattori Zenzou                           | [ 15 ]            |
| 2006 | Jyu Oh Sei                                                         | Colonel Heimdal                          | [ 14 ]            |
| 2006 | Kashimashi: Girl Meets Girl                                        | Hitoshi Sora                             | [ 14 ]            |
| 2006 | Shijou Saikyou no Deshi Kenichi                                    | Loki                                     | [ 14 ]            |
| 2006 | Tonagura!                                                          | Mister Kagura                            | [ 14 ]            |
| 2006 | School Rumble: 2nd Semester                                        | Chef, Kouji Yakushamaru/Mangoku          | [ 14 ]            |
| 2006 | Oban Star Racers                                                   | Sull                                     | [ 14 ]            |
| 2006 | 009-1                                                              | Egg                                      | [ 14 ]            |
| 2006 | Government Crime Investigation Agent Zaizen Jotaro                 | George Anderson                          | [ 14 ]            |
| 2006 | Marginal Prince                                                    | Ivy                                      | [ 14 ]            |
| 2006 | Hell Girl: Two Mirrors                                             | Osamu Tejima                             | [ 14 ]            |
| 2007 | Baccano!                                                           | Ladd Russo                               | [ 15 ]            |
| 2007 | Mobile Suit Gundam 00                                              | Ali Al-Saachez                           | [ 15 ]            |
| 2007 | Kenkō Zenrakei Suieibu Umishō                                      | Amuro's Papa                             | [ 14 ]            |
| 2007 | Reideen                                                            | Terasaki Soji                            | [ 14 ]            |
| 2007 | Romeo x Juliet                                                     | Lancelot                                 | [ 14 ]            |
| 2007 | Shakugan no Shana II                                               | Kantaro Sakai                            | [ 14 ]            |
| 2007 | Sky Girls                                                          | Soya Togo                                | [ 14 ]            |
| 2007 | Sola                                                               | Takeshi Tsujido                          | [ 15 ]            |
| 2007 | Wangan Midnight                                                    | Machida                                  | [ 14 ]            |
| 2007 | Dancouga Nova                                                      | Tanaka                                   | [ 14 ]            |
| 2007 | Moribito - Guardian of the Spirit                                  | Karuna Yonsa                             | [ 14 ]            |
| 2007 | Nodame Cantabile                                                   | Manabu Sakuma                            | [ 14 ]            |
| 2007 | Bakugan Battle Brawlers                                            | Drago                                    | [ 15 ]            |
| 2007 | Rental Magica                                                      | Gara                                     | [ 14 ]            |
| 2008 | Antique Bakery                                                     | Keiichiro Tachibana                      | [ 15 ]            |
| 2008 | Birdy the Mighty Decode                                            | Keisuke Muroto                           | [ 14 ]            |
| 2008 | Hyakko                                                             | Kyōichirō Amagasa                        | [ 14 ]            |
| 2008 | Kurozuka (novel)                                                   | Karuta                                   | [ 14 ]            |
| 2008 | Nabari no Ou                                                       | Kannuki                                  | [ 14 ]            |
| 2008 | Real Drive                                                         | Eiichiro Kushima                         | [ 14 ]            |
| 2008 | Shikabane Hime                                                     | Keisei Tagami                            | [ 15 ]            |
| 2008 | True Tears                                                         | Munehiro Nakagami                        | [ 14 ]            |
| 2008 | Xam'd: Lost Memories                                               | Raigyo Tsunomata                         |                   |
| 2008 | Ultraviolet: Code 044                                              | 724                                      | [ 14 ]            |
| 2008 | Kimi ga Aruji de Shitsuji ga Ore de                                | Iwao Uesugi                              | [ 14 ]            |
| 2008 | Hatenkou Yuugi                                                     | Rodori                                   | [ 14 ]            |
| 2008 | Legends of the Dark King: A Fist of the North Star Story           | Juuza                                    | [ 14 ]            |
| 2008 | Michiko & Hatchin                                                  | Lucio Damao                              | [ 14 ]            |
| 2008 | Megaman Star Force Tribe                                           | Jacky Hanzou                             | [ 14 ]            |
| 2008 | Sands of Destruction                                               | Yamato                                   | [ 14 ]            |
| 2009 | Bakugan Battle Brawlers: New Vestroia                              | Drago                                    | [ 15 ]            |
| 2009 | Fullmetal Alchemist: Brotherhood                                   | Maes Hughes                              | [ 15 ]            |
| 2009 | Hajime No Ippo: New Challenger                                     | Tatsuya Kimura                           | [ 15 ]            |
| 2009 | Sengoku Basara                                                     | Matsunaga Hisahide                       | [ 14 ]            |
| 2009 | Miracle Train: Ōedo-sen e Yōkoso                                   | Shashou                                  | [ 15 ]            |
| 2009 | Guin Saga                                                          | Valerius                                 | [ 14 ]            |
| 2009 | The Beast Player Erin                                              | Nukk                                     | [ 14 ]            |
| 2009 | Fairy Tail                                                         | Mato / Toma E. Fiore                     | [ 14 ]            |
| 2009 | Basquash !                                                         | Price                                    | [ 14 ]            |
| 2010 | Arakawa Under the Bridge                                           | Village Chief                            | [ 15 ]            |
| 2010 | Bakugan Battle Brawlers: Gundalian Invaders                        | Drago                                    | [ 15 ]            |
| 2010 | Durarara!!                                                         | Kinnosuke Kuzuhara                       | [ 15 ]            |
| 2010 | Marvel Anime: Iron Man                                             | Iron Man/Tony Stark                      | [ 15 ]            |
| 2010 | Ookamikakushi                                                      | Masaaki Kuzumi                           | [ 14 ]            |
| 2010 | Omamori Himari                                                     | Hyōgo Kaburagi                           | [ 14 ]            |
| 2010 | Rainbow: Nisha Rokubou no Shichinin                                | Ryuuji Nomoto                            | [ 15 ]            |
| 2010 | The Tatami Galaxy                                                  | Seitarō Higuchi                          | [ 15 ]            |
| 2010 | Kakko-Kawaii Sengen!                                               | Senpai                                   | [ 15 ]            |
| 2010 | Blessing of the Campanella                                         | Nick La'juck                             | [ 14 ]            |
| 2010 | Lupin III: the Last Job (special)                                  | Loveless                                 | [ 14 ]            |
| 2011 | Ao no Exorcist                                                     | Shiro Fujimoto                           | [ 15 ]            |
| 2011 | Blood-C                                                            | Tadayoshi Kisaragi                       | [ 15 ]            |
| 2011 | Hunter × Hunter (2011)                                             | Leorio Paladinight                       | [ 15 ]            |
| 2011 | Majikoi                                                            | Gyoubu Shakadou                          | [ 14 ]            |
| 2011 | Mayo Chiki!                                                        | Nagare Konoe                             | [ 15 ]            |
| 2011 | Nurarihyon no Mago: Sennen Makyo                                   | Rihan Nura                               | [ 15 ]            |
| 2011 | Tiger and Bunny                                                    | Jake Martinez                            | [ 15 ]            |
| 2011 | Toaru Majutsu no Index II                                          | Amata Kihara                             | [ 15 ]            |
| 2011 | UN-GO                                                              | Yajima                                   | [ 14 ]            |
| 2011 | Phi Brain: Puzzle of God                                           | Kaidou Baron                             | [ 15 ]            |
| 2011 | Hourou Musuko                                                      | Shii-chan                                | [ 14 ]            |
| 2011 | Yondemasu yo, Azazel-san                                           | Zeruel                                   | [ 14 ]            |
| 2012 | Aquarion Evol                                                      | Zen Fudo                                 | [ 14 ]            |
| 2012 | Bodacious Space Pirates                                            | Hyakume                                  | [ 15 ]            |
| 2012 | Eureka Seven AO                                                    | Renton Thurston                          |                   |
| 2012 | JoJo's Bizarre Adventure: The Animation                            | Esidisi                                  | [ 15 ]            |
| 2012 | Jormungand                                                         | Dominique                                | [ 14 ]            |
| 2012 | Magi: The Labyrinth of Magic                                       | Hinahoho                                 | [ 15 ]            |
| 2012 | Monsuno                                                            | Jeredy Suno                              | [ 15 ]            |
| 2012 | Kokoro Connect                                                     | Ryuuzen Gotou                            | [ 14 ]            |
| 2013 | Attack on Titan                                                    | Captain Hannes                           | [ 14 ]            |
| 2013 | Blood Lad                                                          | Heads Hydra                              | [ 15 ]            |
| 2013 | Hajime no Ippo: Rising                                             | Tatsuya Kimura                           | [ 15 ]            |
| 2013 | Log Horizon                                                        | Regan                                    | [ 15 ]            |
| 2013 | Miss Monochrome: The Animation                                     | Maneo, Narration                         | [ 15 ]            |
| 2013 | Outbreak Company                                                   | Matoba Jinzaburō                         | [ 15 ]            |
| 2013 | Pupipō!                                                            | Wakaba Papa                              | [ 15 ]            |
| 2013 | Senran Kagura Ninja Flash!                                         | Kiriya                                   | [ 15 ]            |
| 2013 | Tamako Market                                                      | Mamedai Kitashirakawa                    | [ 15 ]            |
| 2013 | Sunday without God                                                 | Julie Sakuma Dolievich                   | [ 15 ]            |
| 2013 | Koroshiya-san                                                      | Gorou                                    | [ 14 ]            |
| 2013 | Samurai Flamenco                                                   | Boiling Rhino                            | [ 14 ]            |
| 2013 | Hakkenden: Eight Dogs of the East                                  | Nachi Hinozuka                           | [ 15 ]            |
| 2013 | Maoyu - Archenemy & Hero                                           | Archbishop                               | [ 15 ]            |
| 2013 | Devils and Realist                                                 | Balberith                                | [ 15 ]            |
| 2013 | Mushibugyou                                                        | Tokugawa Munenao                         | [ 15 ]            |
| 2014 | Donten ni Warau                                                    | Taiko Kumo                               | [ 14 ]            |
| 2014 | Mekakucity Actors                                                  | Kenjirō Tateyama                         | [ 15 ]            |
| 2014 | Psycho Pass 2                                                      | Sakuya Tougane                           | [ 14 ]            |
| 2014 | Tenkai Knights                                                     | Mr. White                                | [ 15 ]            |
| 2014 | World Trigger                                                      | Takumi Rindō                             | [ 14 ]            |
| 2014 | Gaist Crusher                                                      | Thomas                                   | [ 15 ]            |
| 2014 | Bakumatsu Rock                                                     | Isami Kondou                             | [ 14 ]            |
| 2014 | Tokyo ESP                                                          | Juutarou Hiragi                          | [ 14 ]            |
| 2014 | Fairy Tail 2014                                                    | Mato / Toma E. Fiore                     | [ 14 ]            |
| 2015 | Gintama'                                                           | Hattori Zenzou                           | [ 15 ]            |
| 2015 | Blood Blockade Battlefront                                         | Deldro Brody                             | [ 14 ]            |
| 2015 | Chaos Dragon                                                       | Simeon                                   | [ 14 ]            |
| 2015 | Death Parade                                                       | Tatsumi                                  | [ 14 ]            |
| 2015 | Itoshi no Muco                                                     | Bouda-san                                | [ 14 ]            |
| 2015 | Q Transformers: Return of the Mystery of Convoy                    | Megatron                                 | [ 14 ]            |
| 2015 | Q Transformer: Saranaru Ninkimono e no Michi                       | Megatron                                 | [ 14 ]            |
| 2015 | Monster Musume                                                     | Kasegi                                   | [ 14 ]            |
| 2015 | Ninja Slayer From Animation                                        | Silver Karasu/Kagi Tanaka                |                   |
| 2015 | Prison School                                                      | Chairman                                 | [ 14 ]            |
| 2015 | Seraph of the End                                                  | Tenri Hīragi                             | [ 14 ]            |
| 2015 | The Testament of Sister New Devil                                  | Jin Toujou                               | [ 14 ]            |
| 2015 | Ushio and Tora                                                     | Shigure Aotsuki                          | [ 14 ]            |
| 2015 | Utawarerumono: Itsuwari no Kamen                                   | Haku                                     | [ 14 ]            |
| 2015 | Attack on Titan: Junior High                                       | Hannes                                   | [ 14 ]            |
| 2015 | Dance with Devils                                                  | Nesta                                    | [ 14 ]            |
| 2015 | BAR Kiraware Yasai                                                 | Eggplant                                 | [ 14 ]            |
| 2016 | Dagashi Kashi                                                      | Yō Shikada                               | [ 14 ]            |
| 2016 | Danganronpa 3: The End of Kibōgamine Gakuen                        | Koichi Kizakura                          | [ 14 ]            |
| 2016 | Magi: Adventure of Sinbad                                          | Hinahoho                                 | [ 15 ]            |
| 2016 | Sekkou Boys                                                        | Brutus                                   | [ 14 ]            |
| 2016 | Tonkatsu DJ Agetarō                                                | DJ Oily                                  | [ 14 ]            |
| 2016 | Macross Delta                                                      | Berger Stone                             | Until ep.23       |
| 2016 | Mob Psycho 100                                                     | Souchou                                  | [ 16 ]            |
| 2016 | Re:Zero                                                            | Aldebaran                                | [ 14 ]            |
| 2016 | Neko mo, Onda-ke                                                   | Yoshito Onda                             | [ 17 ]            |
| 2016 | Joker Game                                                         | Masayuki Oikawa                          | [ 14 ]            |
| 2016 | Alderamin on the Sky                                               | Bada Sankrei                             | [ 14 ]            |
| 2016 | Servamp                                                            | Higan                                    | [ 14 ]            |
| 2017 | Blood Blockade Battlefront & Beyond                                | Deldro Brody                             | [ 18 ]            |
| 2017 | Elegant Yokai Apartment Life                                       | Fujiyuki-sensei                          | [ 19 ]            |
| 2018 | Dagashi Kashi 2                                                    | You Shikada                              | [ 20 ]            |
| 2018 | Gintama: Shirogane no Tamashii-hen                                 | Hattori Zenzou                           |                   |
| 2018 | Back Street Girls                                                  | Inugane                                  | [ 21 ]            |
| 2019 | The Magnificent Kotobuki                                           | Saneatsu                                 | [ 22 ] [ 23 ]     |
| 2019 | Kengan Ashura                                                      | Tokita Niko                              | [ 24 ] [ 25 ]     |
| 2019 | One Piece                                                          | Ryokugyū                                 | [ 26 ]            |
| 2019 | Granblue Fantasy The Animation Season 2                            | Eugen                                    | [ 27 ]            |
| 2019 | Dr. Stone                                                          | Byakuya Ishigami                         | [ 28 ]            |
| 2020 | Zashiki-Warashi no Tatami-chan                                     | Karaoke Parlor Manager                   | [ 29 ]            |

### Phim ảnh chiếu rạp
| Năm  | Tựa                                                                          | Vai                      | Ghi chú/Tham khảo |
| ---- | ---------------------------------------------------------------------------- | ------------------------ | ----------------- |
| 1993 | Legend of the Galactic Heroes: Spiral Labyrinth                              | Frederick Jasper         |                   |
| 1993 | Crayon Shin-chan: Action Kamen vs. Haigure Maou                              | Hiroshi Nohara           | [ 15 ]            |
| 1994 | Dragon Ball Z: Bio-Broly                                                     | Men-Men                  | [ 14 ]            |
| 1994 | Crayon Shin-chan: Buriburi Oukoku no Hihou                                   | Hiroshi Nohara           | [ 15 ]            |
| 1995 | Crayon Shin-chan: Unkokusai no Yabou                                         | Hiroshi Nohara           | [ 15 ]            |
| 1995 | Crayon Shin-chan: Henderland no Daibouken                                    | Hiroshi Nohara           | [ 15 ]            |
| 1997 | Crayon Shin-chan: Ankoku Tamatama Daitsuiseki                                | Hiroshi Nohara           | [ 15 ]            |
| 1998 | Doraemon: Nobita's Great Adventure in the South Seas                         | Mermaid                  | [ 14 ]            |
| 1998 | Mobile Suit Gundam: The 08th MS Team, Miller's Report                        | Eledore Massis           | [ 15 ]            |
| 1998 | Crayon Shin-chan: Dengeki! Buta no Hizume Daisakusen                         | Hiroshi Nohara           | [ 15 ]            |
| 1999 | Crayon Shin-chan: Bakuhatsu! Onsen Wakuwaku Daikessen                        | Hiroshi Nohara           | [ 15 ]            |
| 2000 | Crayon Shin-chan: Arashi wo Yobu Jungle                                      | Hiroshi Nohara           | [ 15 ]            |
| 2001 | Sakura Wars: The Movie                                                       | Haruyoshi Tanuma         | [ 14 ]            |
| 2001 | Initial D: Third Stage                                                       | Shingo Shouji            | [ 14 ]            |
| 2001 | Vampire Hunter D: Bloodlust                                                  | Benge                    |                   |
| 2001 | Crayon Shin-chan: Arashi wo Yobu Mouretsu! Otona Teikoku no Gyakushuu        | Hiroshi Nohara           | [ 15 ]            |
| 2002 | Crayon Shin-chan: Arashi wo Yobu Appare! Sengoku Daikassen                   | Hiroshi Nohara           | [ 15 ]            |
| 2002 | Camp Pikachu                                                                 | Usokki                   | [ 14 ]            |
| 2003 | Crayon Shin-chan: Arashi wo Yobu Eikou no Yakiniku Road                      | Hiroshi Nohara           | [ 15 ]            |
| 2004 | Crayon Shin-chan: Arashi wo Yobu! Yuuhi no Kasukabe Boys                     | Hiroshi Nohara           | [ 15 ]            |
| 2004 | Blade of the Phantom Master                                                  | Munsu                    | [ 14 ]            |
| 2005 | Crayon Shin-chan: Densetsu wo Yobu Buriburi 3 Pun Dai Shingeki               | Hiroshi Nohara           | [ 15 ]            |
| 2005 | Fullmetal Alchemist: The Movie - Conqueror of Shamballa                      | Maes Hughes              | [ 15 ]            |
| 2006 | Keroro Gunsou (movie 1)                                                      | Narration, Paul Moriyama | [ 15 ]            |
| 2006 | Final Fantasy VII Advent Children                                            | Reno                     | [ 15 ]            |
| 2006 | Crayon Shin-chan: Densetsu wo Yobu Odore! Amigo!                             | Hiroshi Nohara           | [ 15 ]            |
| 2007 | Keroro Gunsou: Shinkai no Princess de Arimasu!                               | Narration, Paul Moriyama | [ 15 ]            |
| 2007 | Crayon Shin-chan: Arashi wo Yobu Utau Ketsu dake Bakudan!                    | Hiroshi Nohara           | [ 15 ]            |
| 2008 | Keroro Gunsou: Keroro Tai Keroro - Tenkuu Daikessen de Arimasu!              | Narration, Paul Moriyama | [ 15 ]            |
| 2008 | Hells Angels                                                                 | Who, Volleyball Referee  | [ 14 ]            |
| 2008 | Crayon Shin-chan: Chou Arashi wo Yobu Kinpoko no Yuusha                      | Hiroshi Nohara           | [ 15 ]            |
| 2009 | Crayon Shin-chan: Otakebe! Kasukabe Yasei Oukoku                             | Hiroshi Nohara           | [ 15 ]            |
| 2009 | Keroro Gunsou Gekishin Dragon Warriors de Arimasu!                           | Narration, Paul Moriyama | [ 15 ]            |
| 2009 | Pyu to Fuku! Jaguar ~Ima, Fuki ni Yukimasu~                                  | Jaguar Junichi           | [ 14 ]            |
| 2009 | Eureka Seven: Pocket Full of Rainbows                                        | Holland Novak            | [ 15 ]            |
| 2010 | Keroro Gunsou Tanjou! Kyuukyoku Keroro Kiseki no Jikuujima de Arimasu        | Narration, Paul Moriyama | [ 15 ]            |
| 2010 | Welcome to the Space Show                                                    | Pochi Rickman            | [ 15 ]            |
| 2010 | Colorful                                                                     | Mr. Sawada               | [ 14 ]            |
| 2010 | HeartCatch PreCure The Movie: Fashion Show in the Flower Capital... Really?! | Baron Salamander         | [ 15 ]            |
| 2010 | Crayon Shin-chan: Chou Jikuu! Arashi wo Yobu Ora no Hanayome                 | Hiroshi Nohara           | [ 15 ]            |
| 2011 | Crayon Shin-chan: Arashi wo Yobu Ougon no Spy Daisakusen                     | Hiroshi Nohara           | [ 15 ]            |
| 2011 | Kizuna Ichigeki                                                              | Kintarou Todoroki        | [ 14 ]            |
| 2011 | Nintama Rantaro Ninjutsu Gakuen Zenin Shutsudou! no Dan                      | Yuzo Nomura              | [ 15 ]            |
| 2011 | Precure All-Stars DX3 Mirai ni Todoke! Sekai o Tsunagu Niji-Iro no Hana      | Baron Salamander         | [ 15 ]            |
| 2011 | Buddha: The Great Departure                                                  | Bandaka                  | [ 14 ]            |
| 2012 | Blood-C: the last dark                                                       | Tadayoshi Kisaragi       | [ 15 ]            |
| 2012 | Ao no Exorcist movie                                                         | Shiro Fujimoto           | [ 15 ]            |
| 2012 | Crayon Shin-chan: Arashi wo Yobu! Ora to Uchuu no Princess                   | Hiroshi Nohara           | [ 15 ]            |
| 2012 | Code Geass: Akito the Exiled - The Wyvern Arrives                            | Claus Warrick            | [ 14 ]            |
| 2013 | Hunter × Hunter: Phantom Rouge                                               | Leorio                   | [ 15 ]            |
| 2013 | Hunter × Hunter: The Last Mission                                            | Leorio                   | [ 15 ]            |
| 2013 | Ryo                                                                          | Ryoma Sakamoto           | [ 14 ]            |
| 2013 | Crayon Shin-chan: Bakauma! B-Kyuu Gourmet Survival Battle!!                  | Hiroshi Nohara           | [ 15 ]            |
| 2013 | Code Geass: Akito the Exiled - The Wyvern Divided                            | Claus Warrick            | [ 14 ]            |
| 2014 | Buddha 2: Tezuka Osamu no Buddha - Owarinaki Tabi                            | Devadetta                | [ 14 ]            |
| 2014 | Tamako Love Story                                                            | Mamedai Kitashirakawa    | [ 15 ]            |
| 2014 | Bodacious Space Pirates The Movie: Abyss of Hyperspace                       | Hyakume                  | [ 15 ]            |
| 2014 | Space Battleship Yamato 2199 Odyssey of the Celestial Ark                    | Isami Enomoto            | [ 15 ]            |
| 2014 | Crayon Shin-chan: Gachinko! Gyakushuu no Robo To-chan                        | Hiroshi Nohara           | [ 15 ]            |
| 2015 | Miss Hokusai                                                                 | Samurai, Bird dealer     | [ 14 ]            |
| 2015 | The Anthem of the Heart                                                      | Kazuki Joushima          | [ 14 ]            |
| 2015 | Air Bound                                                                    | Ikasama                  | [ 14 ]            |
| 2015 | Crayon Shin-chan: Ora no Hikkoshi Monogatari - Saboten Daisuugeki            | Hiroshi Nohara           | [ 15 ]            |
| 2015 | Code Geass: Akito the Exiled - The Brightness Falls                          | Claus Warrick            | [ 14 ]            |
| 2016 | Kingsglaive: Final Fantasy XV                                                | Ardyn Izunia             | [ 14 ]            |
| 2016 | Crayon Shin-chan: Bakusui! Yumemi World Dai Totsugeki                        | Hiroshi Nohara           | [ 15 ]            |
| 2018 | Mazinger Z: INFINITY                                                         | Count Brocken            | [ 30 ]            |
| 2018 | Hiragana Danshi                                                              | No's Father              | [ 31 ]            |
| 2018 | Eureka Seven Hi-Evolution 2: ANEMONE                                         | Dewey Novak              | [ 32 ] [ 33 ]     |
| 2019 | Birthday Wonderland                                                          | Zan Gu                   | [ 34 ]            |
| 2019 | Blackfox                                                                     | Oboro                    | [ 35 ]            |

### Original video animation (OVA)
| Năm  | Tựa                                                    | Vai                        | Ghi chú/Tham khảo                               |
| ---- | ------------------------------------------------------ | -------------------------- | ----------------------------------------------- |
| 1992 | Gorillaman                                             | Nakajima                   | [ 14 ]                                          |
|      | Houkago no Tinker Bell                                 | Koutatsu Okazaki           |                                                 |
| 1993 | The Cockpit                                            | Lieutenant Lambert         | [ 14 ]                                          |
| 1994 | Kizuna: Bonds of Love                                  | Kei Enjouji                |                                                 |
|      | Koukou Butou Den Crows                                 | Naoki Senda                |                                                 |
| 1995 | Golden Boy                                             | Director Takikubo          |                                                 |
| 1996 | Mobile Suit Gundam: The 08th MS Team                   | Eledore Massis             | [ 15 ]                                          |
|      | Birdy the Mighty                                       | Masakubo                   | [ 14 ]                                          |
| 1997 | Alice in Cyberland                                     | Torquemada                 |                                                 |
|      | B'TX Neo                                               | Ron                        |                                                 |
|      | Eight Clouds Rising                                    | Kitano-senpai              |                                                 |
| 1998 | Shin Otokogi                                           | Kudou                      |                                                 |
| 2000 | The Legend of the Galactic Heroes                      | Frederick Jasper           |                                                 |
| 2001 | Angelique: Seichi Yori Ai wo Komete                    | Macnicole                  |                                                 |
|      | Initial D Extra Stage                                  | Shingo Shouji              |                                                 |
| 2002 | Initial D Battle Stage                                 | Shingo Shouji              |                                                 |
| 2003 | Hajime no Ippo - Mashiba vs. Kimura                    | Tatsuya Kimura             | [ 15 ]                                          |
|      | Hare+Guu Deluxe                                        | Tom                        |                                                 |
| 2004 | Kaleido Star: New Wings Extra Stage                    | Kalos Eido                 | [ 14 ]                                          |
| 2005 | Karas                                                  | Nue                        | [ 36 ]                                          |
|      | Final Fantasy VII Advent Children Complete             | Reno                       | [ 15 ]                                          |
|      | Last Order: Final Fantasy VII                          | Reno                       | [ 14 ]                                          |
|      | Kaleido Star: Legend of Phoenix - Layla Hamilton Story | Kalos Eido                 | [ 14 ]                                          |
| 2006 | Sky Girls                                              | Soya Togo                  |                                                 |
|      | Baldr Force EXE                                        | Kuwong                     |                                                 |
|      | Sin in the Rain                                        | Kyosuke Takamizawa         | [ 37 ]                                          |
| 2008 | Bounen no Xamdou                                       | Raigyo Tsunomata           | ONA                                             |
| 2009 | Toriko                                                 | Tom                        |                                                 |
| 2010 | Bungaku Shoujo Memoir I - Yume-Miru Shoujo no Prelude  | Fumiharo Amano             |                                                 |
|      | Mudazumo Naki Kaikaku: The Legend of Koizumi           | Yukio Hatoyama             | [ 14 ]                                          |
| 2011 | Blessing of the Campanella                             | Nick La'juck               |                                                 |
| 2012 | Kyō no Asuka Show                                      | Asuka's father             | ONA                                             |
| 2013 | Iron Man: Rise of Technovore                           | Iron Man/Tony Stark        | [ 39 ]                                          |
|      | Vassalord                                              | Johnny Rayflo              | Bundled with the ltd edition of the manga vol.7 |
|      | Donyatsu                                               | Begar                      | ONA                                             |
| 2014 | Juuza Engi Engetsu Sangokuden                          | Chouseihei (Zhang Shiping) | [ 15 ]                                          |
|      | Magi: Adventure of Sinbad                              | Hinahoho                   | [ 15 ]                                          |
| 2019 | Final Fantasy XV - Episode Ardyn: Prologue             | Ardyn                      | [ 42 ]                                          |

### Trò chơi điện tử
| Năm  | Tựa                                                                              | Vai                                                | Ghi chú/Tham khảo |
| ---- | -------------------------------------------------------------------------------- | -------------------------------------------------- | ----------------- |
| 1991 | Sengoku Kanto Sangokushi                                                         | Narration                                          | [ 39 ]            |
| 1996 | Alice in Cyberland                                                               | Torquemada                                         | [ 39 ]            |
|      | Krazy Ivan                                                                       | Ivan Popovich                                      |                   |
| 1997 | Doukyuusei 2                                                                     | Shinkansen Tendou                                  | [ 14 ]            |
| 1998 | Real Bout Fatal Fury Special: Dominated Mind                                     | White                                              | [ 43 ]            |
|      | Kindaichi Shounen no Jikenbo Hoshimijima Kanashimi no Fukushuu Oni               | Yousuke Itsuki                                     | [ 14 ]            |
|      | SD Gundam G Generation                                                           | Eledore Massis                                     |                   |
|      | Dragonforce II                                                                   | Fujimaru                                           | [ 14 ]            |
| 1999 | Dungeon Keeper 2                                                                 | Hero, Dark Angel                                   |                   |
|      | SD Gundam G Generation-ZERO                                                      | Eledore Massis, Ryou Roots                         |                   |
|      | Legend of Himiko                                                                 | Shudei                                             | [ 14 ]            |
| 2000 | SD Gundam G Generation-F                                                         | Eledore Massis, Ryou Roots                         |                   |
|      | Kaikan Phrase: Datenshi Kourin                                                   | Kudou                                              | [ 14 ]            |
|      | Brigandine: Grand Edition                                                        | Meleagant, Gish, Kazan                             | [ 14 ]            |
| 2001 | Growlanser II: The Sense of Justice                                              | Maximillian Schneider, Patrick                     | [ 14 ]            |
|      | Mega Man X6                                                                      | Gate                                               | [ 14 ]            |
|      | Giga Wing 2                                                                      | Kurt Aishinkagura                                  | [ 39 ]            |
|      | SD Gundam G Generation-F.I.F                                                     | Eledore Massis, Ryou Roots, Noventa                |                   |
|      | Seigi no Mikata                                                                  | Kouichi Mizuhara                                   |                   |
|      | Crayon Shin-chan Ora to Omoide Tsukuru zo                                        | Hiroshi Nohara                                     |                   |
| 2002 | Hikaru no Go - Heian Gensou Ibunroku                                             | Michimasa Ogatano                                  | [ 14 ]            |
|      | Elysion                                                                          | Alex                                               | [ 39 ]            |
|      | SD Gundam G Generation NEO                                                       | Ryou Roots                                         |                   |
|      | Hikaru no Go - Insei Choujou Kessen                                              | Michimasa Ogatano                                  | [ 14 ]            |
|      | Ratchet and Clank                                                                | Weapon Salesman                                    | [ 43 ]            |
| 2003 | Star Ocean: Till the End of Time                                                 | Lucifer Landberd, King Airyglyph XIII              |                   |
|      | Mega Man Network Transmission                                                    | Bass                                               | [ 43 ]            |
|      | Hikaru no Go 3                                                                   | Michimasa Ogatano                                  |                   |
|      | Initial D Special Stage                                                          | Shingo Shouji                                      |                   |
|      | Summon Night 3                                                                   | Kyuuma                                             | [ 14 ]            |
|      | Ratchet and Clank: Going Commando                                                | Weapon Salesman                                    | [ 43 ]            |
| 2004 | Suikoden IV                                                                      | Brandeau                                           | [ 43 ]            |
|      | Kingdom Hearts: Chain of Memories                                                | Axel                                               | [ 15 ]            |
|      | Tenchu: Shadow Assassins                                                         | Onikage                                            | [ 39 ]            |
|      | SD Gundam G Generation SEED                                                      | Ryou Roots                                         |                   |
|      | Pyu to Fuku! Jaguar - Byou to deru ! Megane-kun                                  | Jaguar Junichi                                     |                   |
|      | Fullmetal Alchemist: Dream Carnival                                              | Maes Hughes                                        | [ 14 ]            |
|      | Fullmetal Alchemist: Curse of the Crimson Elixir                                 | Maes Hughes                                        | [ 14 ]            |
|      | Keroro Gunsou: Mero Mero Battle Royale                                           | Narration, Paul Moriyama                           | [ 14 ]            |
|      | Pet Tantei Y's                                                                   | Barious                                            | [ 14 ]            |
|      | Uchuu no Stellvia                                                                | Jinrai Shirogane                                   | [ 14 ]            |
|      | Metal Gear Solid 3: Snake Eater                                                  | Sigint                                             | [ 15 ]            |
| 2005 | Ape Escape 3                                                                     | Dr. Tomoki                                         | [ 14 ]            |
|      | Kingdom Hearts II                                                                | Axel                                               | [ 15 ]            |
|      | Radiata Stories                                                                  | Thanos Benz, Gabriel Celesta                       | [ 14 ]            |
|      | Romancing Saga: Minstrel Song                                                    | Darque                                             | [ 14 ]            |
|      | Fullmetal Alchemist 3: Kami wo Tsugu Shoujo                                      | Maes Hughes                                        | [ 14 ]            |
|      | Cowboy Bebop: Tsuioku no Yakyoku                                                 | Steve Chase                                        |                   |
|      | Suikoden Tactics                                                                 | Brandeau, Iskas                                    |                   |
|      | Eureka Seven TR1:NEW WAVE                                                        | Holland Novak                                      |                   |
|      | Keroro Gunsou: Mero Mero Battle Royale Z                                         | Narration, Paul Moriyama                           | [ 14 ]            |
|      | Demon Chaos                                                                      | Yoshiteru Ashikaga                                 | [ 14 ]            |
|      | Yatohime Zankikou                                                                | Loup-Garou                                         | dưới tên 濱俊作   |
|      | Princess Concerto                                                                | Barnheim                                           | [ 14 ]            |
| 2006 | Onimusha: Dawn of Dreams                                                         | Yagyu Munenori                                     | [ 15 ]            |
|      | Metal Gear Solid: Portable Ops                                                   | Sigint                                             | [ 15 ]            |
|      | Initial D Street Stage                                                           | Shingo Shouji                                      |                   |
|      | Suikoden V                                                                       | Ferid, Killey, Cornelio, Bergen, Brandeau's Puppet | [ 14 ]            |
|      | Dekaron                                                                          | Vicious Summoner                                   | [ 44 ]            |
|      | Chou Gekijouban Keroro Gunsou: Enshuuda yo! Zenin Shuugou                        | Narration                                          | [ 14 ]            |
|      | Crayon Shin-chan: Densetsu wo Yobu Omake no Miyako Shokkugan!                    | Hiroshi Nohara                                     | [ 14 ]            |
|      | Kashimashi: Girl Meets Girl - Hajimete no Natsu Monogatari                       | Sora Hitoshi                                       |                   |
|      | SD Gundam G Generation Portable                                                  | Ryou Roots, Eledore Massis, Noventa                |                   |
|      | Kamizawa                                                                         | Ainosuke                                           |                   |
|      | R.O.H.A.N                                                                        | Human, Elf                                         | [ 45 ]            |
|      | Jeanne d'Arc                                                                     | Richard                                            | [ 43 ]            |
|      | Crayon Shin-chan: Saikyou Kazoku Kasukabe King                                   | Hiroshi Nohara                                     |                   |
|      | Black Cat: Kikai Shikake no Tenshi                                               | Sven Vollfied                                      | [ 14 ]            |
| 2007 | Luminous Arc                                                                     | Leon                                               | [ 15 ]            |
|      | Crisis Core: Final Fantasy VII                                                   | Reno                                               | [ 15 ]            |
|      | Sengoku Basara 2                                                                 | Matsunaga Hisahide                                 | [ 15 ]            |
|      | Everybody's Golf 5                                                               | Bloom                                              | [ 14 ]            |
|      | Initial D Arcade Stage 4                                                         | Shingo Shouji                                      |                   |
|      | Chou Gekijouban Keroro Gunsou: Enshuuda yo! Zenin Shuugou Part 2                 | Narration                                          | [ 14 ]            |
|      | Shijou Saikyou no Deshi Kenichi: Gekitou! Ragnarok Hachikengou                   | Loki                                               | [ 43 ]            |
|      | Crayon Shin-chan: Arashi wo Yobu - Nutte Crayon Daisakusen                       | Hiroshi Nohara                                     | [ 14 ]            |
|      | Dragon Quest Swords: The Masked Queen and the Tower of Mirrors                   | Aruval                                             | [ 14 ]            |
|      | Another Century Episode 3: The Final                                             | Holland Novak, Kashimaru Bale                      | [ 14 ]            |
|      | Tomb Raider: Legend                                                              | James Rutland                                      | [ 43 ]            |
|      | Gintama: Banji Oku Chuubu                                                        | Hattori Zenzou                                     |                   |
|      | SD Gundam G Generation SPIRITS                                                   | Ryou Roots, Eledore Massis                         |                   |
|      | Himawari - Pebble in the Sky -                                                   | Daigo Amamiya                                      | [ 46 ]            |
|      | Jingi Naki Otome                                                                 | Taisei Kitagawa                                    | dưới tên 子太明   |
|      | Black Cat: Kuroneko no Kyousoukyoku                                              | Sven Vollfied                                      | [ 14 ]            |
|      | Nodame Cantabile                                                                 | Manabu Sakuma                                      | [ 14 ]            |
|      | Umisho                                                                           | Amuro's Father                                     | [ 14 ]            |
| 2008 | Star Ocean: Second Evolution                                                     | Bowman Jean                                        | [ 14 ]            |
|      | Metal Gear Solid 4: Guns of the Patriots                                         | Drebin                                             | [ 15 ]            |
|      | Suikoden Tierkreis                                                               | Danash VIII, Hotupa                                | [ 14 ]            |
|      | Chou Gekijouban Keroro Gunsou 3 Tenkuu Daibouken de arimasu!                     | Narration, Paul Moriyama                           | [ 14 ]            |
|      | Crayon Shin-chan: Arashi wo Yobu - Cinemaland Kachinko Gachinko Daikatsugeki !   | Hiroshi Nohara                                     | [ 14 ]            |
|      | Higurashi no Naku Koro ni Kizuna                                                 | Touji Kimiyoshi                                    |                   |
|      | Kimi ga Aruji de Shitsuji ga Ore de                                              | Isao Uesugi, Michael Plushenko                     | dưới tên 子太明   |
|      | Sigma Harmonics                                                                  | Ranpo Morito, Masked Butler                        | [ 14 ]            |
|      | Super Robot Wars Z                                                               | Kashimaru Bale, Holland Novak, Furikku, Gagan      |                   |
|      | Akai Ito                                                                         | Mei's Father                                       | [ 14 ]            |
|      | Mobile Suit Gundam 00                                                            | Ali Al-Saachez                                     | [ 14 ]            |
|      | Natsuzora Kanata                                                                 | Sadamichi Ashikaga                                 | dưới tên 子太明   |
|      | Mobile Suit Gundam 00: Gundam Meisters                                           | Ali Al-Saachez                                     | [ 14 ]            |
| 2009 | Phantasy Star Portable 2                                                         | Kraz Muehler                                       | [ 14 ]            |
|      | Arc Rise Fantasia                                                                | Oigen                                              | [ 14 ]            |
|      | Marvel: Ultimate Alliance 2                                                      | Iron Man                                           |                   |
|      | Sengoku Basara: Battle Heroes                                                    | Matsunaga Hisahide                                 | [ 15 ]            |
|      | Kingdom Hearts 358/2 days                                                        | Axel                                               | [ 15 ]            |
|      | Crayon Shin-chan: Arashi wo Yobu - Nendororon Daihenshin                         | Hiroshi Nohara                                     | [ 14 ]            |
|      | Chou Gekijouban Keroro Gunsou Gekishin Dragon Warriors de arimasu!               | Narration, Paul Moriyama                           | [ 14 ]            |
|      | Hyakko - Yorozuya Jikenbo                                                        | Kyouichiro Amagasa                                 | [ 47 ]            |
|      | Little Anchor                                                                    | Alba Loren                                         | [ 14 ]            |
|      | Kazeiro Surf                                                                     | Claus Udet                                         | [ 14 ]            |
|      | Ookamikakushi                                                                    | Masaaki Kuzumi                                     | [ 14 ]            |
|      | SD Gundam G Generation WARS                                                      | Ryou Roots, Ali Al-Saachez                         |                   |
|      | Bloody Call                                                                      | Seizaburou Ogata                                   | [ 14 ]            |
|      | Shukufuku no Campanella                                                          | Nick La'juck                                       | dưới tên 子太明   |
|      | Kikouyoku Senki Tenkuu no Yumina                                                 | Karales                                            | dưới tên 子太明   |
|      | Flyable Heart                                                                    | Shigeki Katsuragi                                  | dưới tên 子太明   |
| 2010 | Armen Noir                                                                       | Zecs/Alexandria                                    | [ 14 ]            |
|      | Castlevania: Lords of Shadow                                                     | Gabriel Belmont                                    | [ 15 ]            |
|      | White Knight Chronicles II                                                       | Scardigne                                          | [ 15 ]            |
|      | Kingdom Hearts Birth by Sleep                                                    | Lea                                                | [ 14 ]            |
|      | Resonance of Fate                                                                | Rowen                                              | [ 14 ]            |
|      | SIGMA HARMONICS Coda                                                             | Ranpo Morito, Masked Butler                        |                   |
|      | Dengeki no Pilot Tenkuu no Kizuna                                                | Barry                                              | [ 14 ]            |
|      | No Fate!: Only the Power of Will                                                 | Ichirou Mibu                                       | [ 14 ]            |
|      | Keroro RPG Kishi to Musha to Densetsu no Kaizoku                                 | Narration                                          | [ 14 ]            |
|      | Hospital - 6-nin no Ishi                                                         | Gabriel Cunningham                                 | [ 48 ]            |
|      | Assassin's Creed: Brotherhood                                                    | Micheletto Corella                                 | [ 14 ]            |
|      | Akatsuki no Goei ~Tsumibukaki Shuumatsuron~                                      | Tadao Souma                                        | dưới tên 子太明   |
|      | Evolimit                                                                         | Earthquake                                         | dưới tên 子太明   |
|      | Kimi no Nagori wa Shizuka ni Yurete                                              | Shigeki Katsuragi                                  | dưới tên 子太明   |
|      | Durarara!! 3-way Standoff                                                        | Kinnosuke Kuzuhara                                 | [ 14 ]            |
|      | Shukusai no Campanella                                                           | Nick La'juck                                       | dưới tên 子太明   |
| 2011 | The Last Story                                                                   | Jackal                                             | [ 15 ]            |
|      | Final Fantasy Type-0                                                             | Izana Kunagiri                                     | [ 14 ]            |
|      | Call of Duty: Modern Warfare 3                                                   | Vladimir Makarov                                   | [ 14 ]            |
|      | Gloria Union                                                                     | Zazarland                                          | [ 14 ]            |
|      | Senran Kagura                                                                    | Kiriya                                             | [ 14 ]            |
|      | Sengoku Basara Chronicle Heroes                                                  | Matsunaga Hisahide                                 | [ 15 ]            |
|      | Toaru Majutsu no Index                                                           | Amata Kihara                                       | [ 14 ]            |
|      | SD Gundam G Generation WORLD                                                     | Ryou Roots, Ali Al-Saachez                         |                   |
|      | Phantasy Star Portable 2 INFINITY                                                | Kraz Muehler                                       | [ 14 ]            |
|      | Are you Alice?                                                                   | Dormouse                                           | [ 14 ]            |
|      | Kikokugai The Cyber Slayer                                                       | Bin Waison                                         | [ 14 ]            |
|      | Infamous 2                                                                       | Cole MacGrath                                      | [ 14 ]            |
|      | Granado Espada                                                                   | Ralph                                              |                   |
|      | Tantei-bu The Detective Club                                                     | Kei Seto                                           | [ 46 ]            |
|      | Dead End: Orchestral Manoeuvres in the Dead End                                  | Miki Haisaka                                       | [ 14 ]            |
|      | Sengoku Basara 3 Utage                                                           | Matsunaga Hisahide                                 | [ 15 ]            |
|      | Mobile Suit Gundam Extreme Versus                                                | Ali Al-Saachez                                     |                   |
|      | Shin Kamaitachi no Yoru: 11ninme no Suspect                                      | Yuuta Ukai                                         | [ 14 ]            |
|      | SD Gundam Generation 3D                                                          | Ryou Roots, Ali Al-Saachez                         |                   |
|      | Flyable CandyHeart                                                               | Shigeki Katsuragi                                  | dưới tên 子太明   |
|      | Aiyoku no Eustia                                                                 | Gilbert dis Balstein                               | dưới tên 長浜壱番 |
|      | Appare! Tenka Gomen                                                              | Saburou Nangoku                                    | dưới tên 子太明   |
|      | Gundam Memories: Tatakai no Kioku                                                | Ali Al-Saachez                                     | [ 14 ]            |
|      | Tenshi no Hane wo Fumanai de                                                     | Teacher                                            | dưới tên 子太明   |
| 2012 | PlayStation All-Stars Battle Royale                                              | Cole MacGrath                                      | [ 14 ]            |
|      | Suikoden: The Woven Web of a Century                                             | Jansen, Rodric                                     | [ 14 ]            |
|      | Super Robot Wars OG Saga: Masou Kishin II Revelation of Evil God                 | Goshin Orda                                        |                   |
|      | Armored Core V                                                                   | Chief                                              | [ 14 ]            |
|      | Super Sentai Battle: Dice-O                                                      | Cheeda Nick                                        |                   |
|      | Maji de Watashi ni Koi Shinasai!! R                                              | Gyoubu Shakadou                                    | [ 43 ]            |
|      | Kingdom Hearts 3D: Dream Drop Distance                                           | Lea                                                | [ 14 ]            |
|      | Mobile Suit Gundam Extreme Versus Full Burst                                     | Ali Al-Saachez                                     |                   |
|      | Juuzaengi ~Engetsu Sangokuden~                                                   | Chouseihei                                         | [ 15 ]            |
|      | unENDing Bloody Call                                                             | Seizaburou Ogata                                   |                   |
|      | Tokushu Houdoubu                                                                 | Akio Sasori                                        | [ 49 ]            |
|      | Koisentai Love and Peace The P.S.P                                               | Hiroshi Chidori                                    | [ 46 ]            |
|      | HUNTER X HUNTER Wonder Adventure                                                 | Leorio                                             | [ 43 ]            |
|      | Senran Kagura BURST - Shoujotachi no Shinei                                      | Kiriya                                             | [ 14 ]            |
|      | SD Gundam G Generation OVER WORLD                                                | Ryou Roots, Ali Al-Saachez                         |                   |
|      | Tokumei Sentai Go-Busters                                                        | Cheeda Nick                                        |                   |
|      | Bravely Default: Flying Fairy                                                    | Ciggma Khint                                       | [ 14 ]            |
|      | Seifuku no Oujisama                                                              | Yuuichi Matsumoto                                  | [ 46 ]            |
|      | Kokoro Connect Yochi Random                                                      | Ryuuzen Gotou                                      | [ 14 ]            |
|      | School Wars                                                                      | Daigo Kurobe                                       | [ 14 ]            |
|      | Your Diary                                                                       | Chitose Minagawa                                   | dưới tên 子太明   |
|      | Appare! Tenka Gomen Matsuri ~Koi to Arashi wa Ooedo no Hana~                     | Saburou Nangoku                                    | dưới tên 子太明   |
|      | Maji de Watashi ni Koishinasai! S                                                | Gyoubu Shakadou                                    | dưới tên 子太明   |
| 2013 | BioShock Infinite                                                                | Booker DeWitt                                      | [ 15 ]            |
|      | JoJo's Bizarre Adventure: All-Star Battle                                        | Esidisi                                            | [ 50 ]            |
|      | BlazBlue: Chrono Phantasma                                                       | Kagura Mutsuki                                     | [ 15 ]            |
|      | Double Score 〜Cosmos×Camellia〜                                                 | Takuto Sakita                                      | [ 14 ]            |
|      | Dragon's Dogma DARK ARISEN                                                       | Barroch                                            | [ 51 ]            |
|      | Tiny Machine The Game                                                            | Zen Midou                                          | [ 46 ]            |
|      | School Wars Sotsugyou Sensen                                                     | Daigo Kurobe                                       | [ 14 ]            |
|      | Code of Joker                                                                    | Gunji Yamashiro                                    | [ 52 ]            |
|      | Super Robot Wars Operation Extend                                                | Eledore Massis, Irvine                             | [ 14 ]            |
|      | Rage of Bahamut                                                                  | Zahar                                              | [ 15 ]            |
|      | Double Score 〜Cattleya×Narcissus〜                                              | Takuto Sakita                                      | [ 14 ]            |
|      | Puppeteer                                                                        | Mister G                                           | [ 15 ]            |
|      | Thousand Memories                                                                | Drake                                              | [ 53 ]            |
|      | Bravely Default: For the Sequel                                                  | Ciggma Khint                                       | [ 54 ]            |
|      | Shakadou-san no Jun'ai Road                                                      | Gyoubu Shakadou                                    | dưới tên 子太明   |
|      | Madou Koukaku ~Yami no Tsuki Megami wa Doukoku de Utau~                          | Gulandross Vasgan                                  | dưới tên 御田代紺 |
|      | Maji de Watashi ni Koishinasai! A-2                                              | Gyoubu Shakadou                                    |                   |
|      | Walkure Romanze More&More                                                        | Akira Ryuuzouji                                    | dưới tên 子太明   |
|      | Hitotsu Tobashi Renai                                                            | Toshihiko Hatano                                   | dưới tên 子太明   |
| 2014 | Granblue Fantasy                                                                 | Eugen, Rivera                                      | [ 15 ]            |
|      | Kamen Rider: Battride War II                                                     | Cinema                                             |                   |
|      | Assassin's Creed Unity                                                           | Marquis de Sade                                    | [ 14 ]            |
|      | Freedom Wars                                                                     | Carlos                                             | [ 55 ]            |
|      | Pokémon Omega Ruby and Alpha Sapphire                                            | Carvanha, Sharpedo and Mega-Sharpedo               |                   |
|      | Sengoku Basara 4                                                                 | Matsunaga Hisahide                                 | [ 15 ]            |
|      | Tokyo 7th Sisters                                                                | First Manager                                      |                   |
|      | Gunslinger Stratos 2                                                             | Toranojou Mikage                                   | [ 56 ]            |
|      | Bakumatsu Rock                                                                   | Isao Kondou                                        | [ 15 ]            |
|      | Mobile Suit Gundam Extreme Versus Maxi Boost                                     | Ali Al-Saachez                                     |                   |
|      | J-Stars Victory Vs                                                               | Jaguar Junichi                                     |                   |
|      | Dekamori Senran Kagura                                                           | Kiriya                                             | [ 14 ]            |
|      | Crayon Shin-chan: Arashi wo Yobu - Kasukabe Eiga Stars                           | Hiroshi Nohara, Chicken, Future Hiroshi, Robot Dad | [ 14 ]            |
|      | Super Robot Wars ZIII                                                            | Zen Fudou, Commander Tanaka                        |                   |
|      | Super Smash Bros. for Nintendo 3DS (大乱闘スマッシュブラザーズ for Nintendo 3DS) | Mewtwo (Japanese version only)                     | [ 57 ]            |
|      | Super Smash Bros. for Wii U (乱闘スマッシュブラザーズ for Wii U)                 | Mewtwo (Japanese version only)                     | [ 57 ]            |
|      | Chronostacia                                                                     | Horik Sol                                          | [ 15 ]            |
|      | Sword Art Online: Hollow Fragment                                                | PoH                                                | [ 14 ]            |
|      | Mobile Suit Gundam Gaiden: Missing Link                                          | Travis Kirkland                                    |                   |
|      | Urakata Hakuouki: Akatsuki no Shirabe                                            | Kaishuu Katsu                                      | [ 15 ]            |
|      | BinaryStar                                                                       | Jiro Hyuuga                                        | [ 15 ]            |
|      | Chaos Rings III                                                                  | Al                                                 | [ 14 ]            |
|      | Super Hero Generation                                                            | Arche Gundam                                       |                   |
|      | Shin Sekaiju no Meikyuu 2: Fafnir no Kishi                                       | Beltran                                            | [ 14 ]            |
|      | Shironeko Project                                                                | Mauricio, Leorio                                   | [ 58 ]            |
|      | Hajime no Ippo                                                                   | Tatsuya Kimura                                     | [ 43 ]            |
|      | LEGO Batman 3                                                                    | Joker                                              | [ 59 ]            |
| 2015 | LEGO Marvel Super Heroes                                                         | Iron Man                                           | [ 60 ]            |
|      | Yakuza 0                                                                         | Homare Nishitani                                   | [ 14 ]            |
|      | Super Smash Bros. for Nintendo 3DS and Wii U                                     | Mewtwo                                             | [ 61 ]            |
|      | Mobius Final Fantasy                                                             | Garland                                            | [ 62 ]            |
|      | Need For Speed                                                                   | Travis                                             | [ 14 ]            |
|      | Batman: Arkham Knight                                                            | The Joker                                          | [ 43 ]            |
|      | League of Legends                                                                | Master Yi                                          | [ 63 ]            |
|      | Utawarerumono: Mask of Deception                                                 | Haku                                               | [ 14 ]            |
|      | Kenka Banchou 6: Soul and Blood                                                  | Momotarou Nanase                                   | [ 14 ]            |
|      | Durarara Relay!!!                                                                | Kinnosuke Kuzuhara                                 |                   |
|      | Far Cry 4                                                                        | Pagan Min                                          | [ 64 ]            |
|      | Yume Oukoku to Nemureru 100-nin no Oujisama                                      | Martin                                             | [ 65 ]            |
|      | Raishi                                                                           | Houtou                                             | [ 14 ]            |
|      | Xenoblade Chronicles X                                                           | Lao                                                | [ 66 ]            |
|      | Mahoutsukai to Kuroneko no Wiz                                                   | Duga                                               |                   |
|      | The Legend of Heroes: Trails in the Sky                                          | Nial Burns                                         | [ 14 ]            |
|      | Sengoku Basara 4 Sumeragi                                                        | Matsunaga Hisahide                                 | [ 15 ]            |
|      | Sen no Kaizoku                                                                   | Gerald                                             |                   |
|      | 7th Dragon III: Code VFD                                                         | Julietta, Character Creation                       | [ 14 ]            |
|      | Jojo's Bizarre Adventure: Eyes of Heaven                                         | Esidisi                                            | [ 14 ]            |
|      | Xucess Heaven Rebellion                                                          | General Manager                                    | [ 67 ]            |
|      | Puramai Wars                                                                     | Seijurou Kita                                      | dưới tên 子太明   |
|      | Bloodborne                                                                       | Walter                                             | [ 14 ]            |
| 2016 | World of Final Fantasy                                                           | Ifrit                                              | [ 43 ]            |
|      | Final Fantasy XV                                                                 | Ardyn Izunia                                       | [ 14 ]            |
|      | Utawarerumono: Mask of Truth                                                     | Oshutoru (Haku)                                    | [ 14 ]            |
|      | Chain Chronicle                                                                  | Haku                                               | [ 68 ]            |
|      | Elder Scrolls Online                                                             | Emeric                                             | [ 69 ]            |
|      | Yome Collection                                                                  | Sakuya Tougane                                     | [ 70 ]            |
|      | Moujuutachi to Ohime-sama                                                        | Barthold                                           | [ 14 ]            |
|      | World Chain                                                                      | Robin Hood, Richard the 1st, Masashige Kusunoki    | [ 71 ]            |
|      | SD Gundam G Generation GENESIS                                                   | Travis Kirkland                                    | [ 39 ]            |
|      | Watch Dogs 2                                                                     | Dusan Nemec                                        | [ 72 ]            |
|      | BlazBlue: Central Fiction                                                        | Mutsuki Kagura                                     | [ 15 ]            |
|      | LEGO Avengers                                                                    | Iron Man                                           | [ 73 ]            |
| 2017 | Nioh                                                                             | Shima Sakon                                        | [ 74 ]            |
|      | Dia Horizon                                                                      | Wolf                                               | [ 75 ]            |
|      | Code:Realize Shirogane no Kiseki                                                 | Miles Strand                                       | [ 46 ] [ 76 ]     |
|      | Final Fantasy XV: Episode Ignis                                                  | Ardyn Izunia                                       | [ 77 ]            |
|      | YU-NO：A girl who chants love at the bound of this world                         | Koudai Arima                                       | [ 14 ]            |
| 2018 | Gintama Rumble                                                                   | Hattori Zenzou                                     |                   |
|      | Senran Kagura Burst Re:Newal                                                     | Kiriya                                             | [ 78 ]            |
|      | Final Fantasy XV: Pocket Edition                                                 | Ardyn Izunia                                       | [ 77 ]            |
|      | Utawarerumono Zan                                                                | Haku                                               | [ 79 ]            |
|      | Akane Sasu Sekai de Kimi to Utau                                                 | Tokugawa Mitsukuni                                 | [ 80 ]            |
|      | Hagun Sangokushi                                                                 | Nanka Rousen                                       | [ 81 ]            |
|      | Super Smash Bros. Ultimate                                                       | Mewtwo                                             | [ 57 ]            |
| 2019 | Final Fantasy XV - Episode Ardyn                                                 | Ardyn                                              | [ 82 ]            |
|      | Kingdom Hearts III                                                               | Axel (Lea)                                         | [ 83 ]            |
|      | Last Idea                                                                        | TBA                                                | [ 84 ]            |
|      | Ghost Recon Breakpoint                                                           | Gregory Ballard                                    | [ 85 ]            |
| 2020 | VR Kareshi                                                                       | Yamashiro Yousuke                                  | [ 86 ]            |
|      | Final Fantasy VII Remake                                                         | Reno                                               | [ 87 ]            |

### Tokusatsu
| Năm       | Tựa                                                            | Vai             | Ghi chú/Tham khảo |
| --------- | -------------------------------------------------------------- | --------------- | ----------------- |
| 2012–2013 | Tokumei Sentai Go-Busters                                      | Cheeda Nick     | [ 15 ]            |
| 2018      | Kaitou Sentai Lupinranger VS Keisatsu Sentai Patranger en film | Jackpot Striker | [ 88 ]            |

### Lồng tiếng

#### Live-action
| Năm                               | Tựa                                               | Vai                            | Ghi chú                 | Tham khảo          |
| --------------------------------- | ------------------------------------------------- | ------------------------------ | ----------------------- | ------------------ |
| Lồng tiếng cho Robert Downey, Jr. |                                                   |                                |                         |                    |
| 2000                              | Johnny Be Good                                    | Leo Wiggins                    | TV Tokyo dub            |                    |
| 2008                              | Iron Man                                          | Tony Stark / Iron Man          |                         | [ 15 ]             |
| 2008                              | The Incredible Hulk                               | Tony Stark                     |                         | [ 89 ] [ 90 ]      |
| 2009                              | Sherlock Holmes                                   | Sherlock Holmes                |                         | [ 15 ]             |
| 2009                              | The Soloist                                       | Steve Lopez                    |                         | [ 91 ]             |
| 2010                              | Due Date                                          | Peter Highman                  |                         | [ 92 ]             |
| 2010                              | Iron Man 2                                        | Tony Stark / Iron Man          |                         | [ 15 ]             |
| 2011                              | Sherlock Holmes: A Game of Shadows                | Sherlock Holmes                |                         | [ 15 ]             |
| 2012                              | The Avengers                                      | Tony Stark / Iron Man          |                         | [ 93 ]             |
| 2013                              | Iron Man 3                                        | Tony Stark / Iron Man          |                         | [ 15 ]             |
| 2014                              | Chef                                              | Marvin                         |                         | [ 94 ]             |
| 2014                              | The Judge                                         | Henry "Hank" Palmer            |                         | [ 95 ]             |
| 2015                              | Avengers: Age of Ultron                           | Tony Stark / Iron Man          |                         | [ 96 ]             |
| 2016                              | Captain America: Civil War                        | Tony Stark / Iron Man          |                         | [ 97 ]             |
| 2017                              | Spider-Man: Homecoming                            | Tony Stark / Iron Man          |                         | [ 98 ]             |
| 2018                              | Avengers: Cuộc chiến vô cực                       | Tony Stark / Iron Man          |                         | [ 99 ]             |
| 2019                              | Avengers: Endgame                                 | Tony Stark / Iron Man          |                         | [ 100 ]            |
| 2020                              | Dolittle                                          | Dr. John Dolittle              |                         | [ 101 ]            |
| Những người khác                  |                                                   |                                |                         |                    |
| Năm                               | Tựa                                               | Vai                            | Lồng tiếng cho          | Notes / Tham khảo  |
| 1990                              | Memphis Belle                                     | Sergeant Clay                  | Harry Connick, Jr.      |                    |
| 1992                              | The Mighty Ducks films                            | Gordon Bombay                  | Emilio Estevez          | [ 90 ] [ 102 ]     |
|                                   | A Chinese Ghost Story II                          | Chi Chau                       | Jacky Cheung            | TV Tokyo dub       |
|                                   | A Few Good Men                                    | William T. Santiago            | Michael DeLorenzo       | [ 89 ]             |
|                                   | To Protect and Serve                              | Egan                           | C. Thomas Howell        | [ 102 ]            |
|                                   | Used People                                       | Frank                          | Joe Pantoliano          | [ 89 ]             |
| 1993                              | Alligator II: The Mutation                        | Rich Harmon                    | Woody Brown             | TV Tokyo dub       |
|                                   | Loaded Weapon 1                                   | Jack Colt                      | Emilio Estevez          |                    |
|                                   | Dillinger                                         | Baby Face Nelson               | Richard Dreyfuss        | [ 89 ]             |
|                                   | Coneheads                                         | Carmine                        | Adam Sandler            |                    |
| 1994                              | Shallow Grave                                     | Alex                           | Ewan McGregor           | [ 102 ] [ 103 ]    |
|                                   | Le Grand Pardon                                   | Le 'sacristain'                | Richard Bohringer       |                    |
|                                   | The Air Up There                                  | Jimmy Dolan                    | Kevin Bacon             | [ 90 ] [ 102 ]     |
|                                   | Trapped in Paradise                               | Alvin Firpo                    | Dana Carvey             |                    |
|                                   | The Mask                                          | Sweet Eddy                     | Denis Forest            | [ 89 ]             |
|                                   | Men of War                                        | Po                             | BD Wong                 |                    |
| 1995                              | Operation Dumbo Drop                              | Lawrence Farley                | Corin Nemec             |                    |
|                                   | Dangerous Minds                                   | Raul Sanchero                  | Renoly Santiago         | [ 90 ] [ 104 ]     |
|                                   | The Brothers McMullen                             | Patrick McMullen               | Michael McGlone         |                    |
|                                   | How to Make an American Quilt                     | Preston                        | Loren Dean              |                    |
| 1996                              | Bed of Roses                                      | Lewis Farrell                  | Christian Slater        | [ 102 ]            |
|                                   | Bullet                                            | Ruby Stein                     | Adrien Brody            |                    |
|                                   | Twister                                           | Dustin Davis                   | Philip Seymour Hoffman  | [ 89 ]             |
|                                   | Courage Under Fire                                | Monfriez                       | Lou Diamond Phillips    | [ 102 ] [ 105 ]    |
|                                   | Joe's Apartment                                   | Joe                            | Jerry O'Connell         | [ 89 ]             |
|                                   | Bound                                             | Johnnie Marzzone               | Christopher Meloni      | [ 89 ]             |
|                                   | Star Trek: Deep Space Nine                        | Julian Bashir                  | Alexander Siddig        | [ 15 ]             |
|                                   | Swingers                                          | Trent Walker                   | Vince Vaughn            | [ 106 ]            |
| 1997                              | Metro                                             | Kevin McCall                   | Michael Rapaport        | [ 90 ] [ 107 ]     |
|                                   | Street Fighter                                    | Ken                            | Damian Chapa            | TV Asahi dub       |
|                                   | Mimic                                             | Josh                           | Josh Brolin             | [ 90 ]             |
|                                   | I Know What You Did Last Summer                   | Max Neurick                    | Johnny Galecki          | [ 90 ]             |
|                                   | The Man Who Knew Too Little                       | James Ritchie                  | Peter Gallagher         | [ 90 ]             |
|                                   | Inventing the Abbotts                             | Doug Holt                      | Joaquin Phoenix         | [ 102 ]            |
|                                   | Chasing Amy                                       | Jay, Shawn Oran                | Jason Mewes, Matt Damon |                    |
|                                   | An American Werewolf in Paris                     | Andy McDermott                 | Tom Everett Scott       |                    |
|                                   | Scream 2                                          | Joel                           | Duane Martin            |                    |
|                                   | The Practice                                      | Bobby Donnell                  | Dylan McDermott         | [ 15 ]             |
| 1998                              | Knock Off                                         | Han                            | Michael Wong            | [ 89 ]             |
|                                   | Wild Things                                       | Sam Lombardo                   | Matt Dillon             | [ 15 ]             |
|                                   | The Red Violin                                    | Frederick Pope                 | Jason Flemyng           | [ 90 ] [ 109 ]     |
| 1999                              | Inspector Gadget                                  | Gadget                         | Matthew Broderick       | [ 90 ]             |
|                                   | True Romance                                      | Dick Ritchie                   | Michael Rapaport        | TV Tokyo dub       |
|                                   | Election                                          | Jim McAllister                 | Matthew Broderick       |                    |
|                                   | Boys Don't Cry                                    | Lonny                          | Matt McGrath            |                    |
|                                   | Pushing Tin                                       | Ron Hewitt                     | Matt Ross               | [ 89 ]             |
|                                   | Inferno                                           | Matt Hogan                     | David 'Shark' Fralick   | [ 89 ]             |
|                                   | Gorgeous                                          | Albert                         | Tony Leung              | [ 90 ]             |
| 2000                              | 102 Dalmatians                                    | Kevin Shepherd                 | Ioan Gruffudd           | [ 110 ]            |
|                                   | Dragonheart: A New Beginning                      | Drake                          | Robby Benson            |                    |
|                                   | Me, Myself & Irene                                | Charlie Baileygates/Hank Evans | Jim Carrey              | [ 15 ]             |
|                                   | Con Air                                           | Francisco Cindino              | Jesse Borrego           | TV Asahi dub       |
|                                   | What Women Want                                   | Morgan Farwell                 | Mark Feuerstein         | [ 89 ]             |
|                                   | Little Nicky                                      | Nicky                          | Adam Sandler            | [ 90 ]             |
|                                   | Snatch                                            | Vinny                          | Robbie Gee              | [ 89 ]             |
|                                   | Cecil B. Demented                                 | Petie                          | Michael Shannon         | [ 89 ]             |
|                                   | Kippur                                            | Weinraub                       | Liron Levo              |                    |
|                                   | Simon Sez                                         | Macro                          | Ricky Harris            | [ 112 ]            |
| 2001                              | Thirteen Ghosts                                   | Dennis Rafkin                  | Matthew Lillard         | [ 90 ]             |
|                                   | 3000 Miles to Graceland                           | Hanson                         | Christian Slater        | [ 89 ]             |
|                                   | Blade                                             | Dragonetti                     | Udo Kier                | TV Tokyo dub       |
|                                   | L.A. Confidential                                 | Ed Exley                       | Guy Pearce              | Fuji TV dub        |
|                                   | Mercury Rising                                    | Leo Pedranski                  | Bodhi Elfman            | TV Asahi dub       |
|                                   | The Lost Empire                                   | Monkey King                    | Russell Wong            |                    |
|                                   | Lara Croft: Tomb Raider                           | Mr Pimms                       | Julian Rhind-Tutt       | [ 89 ]             |
|                                   | Krai Thong                                        | Krai Thong                     | Winai Kraibutr          |                    |
|                                   | The Pledge                                        | Stan Krolak                    | Aaron Eckhart           |                    |
|                                   | The Deep End                                      | Alek Spera                     | Goran Visnjic           |                    |
|                                   | Kate & Leopold                                    | Phil                           | Matthew Sussman         | [ 89 ]             |
| 2002                              | Scooby-Doo                                        | Norville "Shaggy" Rogers       | Matthew Lillard         | [ 15 ]             |
|                                   | Octopus                                           | Roy Turner                     | Jay Harrington          | TV Asahi dub       |
|                                   | Blade II                                          | Scud                           | Norman Reedus           | [ 90 ] [ 114 ]     |
|                                   | The Pianist                                       | Majorek                        | Daniel Caltagirone      | [ 89 ]             |
|                                   | Bend It Like Beckham                              | Joe                            | Jonathan Rhys Meyers    | [ 89 ]             |
|                                   | 2009: Lost Memories                               | Sakamoto                       | Dong-gun Jang           |                    |
|                                   | Frasier                                           | Niles Crane                    | David Hyde Pierce       | [ 115 ] [ 116 ]    |
|                                   | The Sugarland Express                             | Clovis Michael Poplin          | William Atherton        | [ 117 ] [ 118 ]    |
| 2003                              | Identity                                          | Edward "Ed" Dakota             | John Cusack             | [ 15 ]             |
|                                   | Final Destination 2                               | Rory Peters                    | Jonathan Cherry         |                    |
|                                   | Inspector Gadget 2                                | Gadget                         | French Stewart          | [ 90 ]             |
|                                   | In the Cut                                        | John Graham                    | Kevin Bacon             | [ 89 ] [ 90 ]      |
|                                   | Platoon                                           | Private Bunny                  | Kevin Dillon            | Fuji TV dub        |
|                                   | Enemy of the State                                | David Pratt                    | Barry Pepper            | Fuji TV dub        |
|                                   | Matchstick Men                                    | Franck Mercer                  | Sam Rockwell            | [ 90 ] [ 120 ]     |
|                                   | Red Water                                         | Emery Brousard                 | Rob Boltin              | [ 90 ]             |
|                                   | Max                                               | George Grosz                   | Kevin McKidd            |                    |
|                                   | Head of State                                     | Mays Gilliam                   | Chris Rock              | [ 90 ] [ 121 ]     |
|                                   | Andromeda                                         | Telemachus Rhade               | Steve Bacic             | [ 115 ]            |
|                                   | Taken                                             | Russell Keys                   | Steve Burton            |                    |
|                                   | Good Boy!                                         | Hubble                         | Matthew Broderick       | [ 122 ]            |
| 2004                              | Scooby-Doo 2: Monsters Unleashed                  | Norville "Shaggy" Rogers       | Matthew Lillard         | [ 15 ]             |
|                                   | Exit Wounds                                       | George Clark                   | Isaiah Washington       | NTV dub            |
|                                   | Wicker Park                                       | Daniel                         | Christopher Cousins     |                    |
|                                   | Alien vs. Predator                                | Joe Connors                    | Joseph Rye              | [ 111 ]            |
|                                   | Little Black Book                                 | Derek                          | Ron Livingston          | [ 89 ] [ 90 ]      |
| 2005                              | Charlie and the Chocolate Factory                 | Willy Wonka                    | Johnny Depp             | [ 15 ]             |
|                                   | The Amityville Horror                             | George Lutz                    | Ryan Reynolds           | [ 90 ] [ 124 ]     |
|                                   | Lords of Dogtown                                  | Skip                           | Heath Ledger            | [ 89 ] [ 90 ]      |
|                                   | Munich                                            | Louis                          | Mathieu Amalric         | [ 89 ]             |
|                                   | Typhoon                                           | Gang Se-jong                   | Jung-jae Lee            |                    |
|                                   | The Grid                                          | Max Canary                     | Dylan McDermott         | [ 115 ] [ 125 ]    |
|                                   | Lost                                              | James "Sawyer" Ford            | Josh Holloway           | [ 15 ]             |
| 2006                              | Unknown                                           | Rancher Shirt                  | Barry Pepper            | [ 90 ]             |
|                                   | The Darwin Awards                                 | Michael Burrows                | Joseph Fiennes          | [ 89 ]             |
| 2007                              | Lucky You                                         | Huck Cheever                   | Eric Bana               | [ 126 ]            |
|                                   | Lust, Caution                                     | Mr Yee                         | Tony Leung              | [ 15 ]             |
|                                   | Van Helsing                                       | Velkan Valerious               | Will Kemp               | TV Asahi dub       |
|                                   | Epic Movie                                        | Willy Wonka                    | Crispin Glover          |                    |
|                                   | Alvin and the Chipmunks                           | Dave                           | Jason Lee               | [ 111 ]            |
|                                   | Death Defying Acts                                | Harry Houdini                  | Guy Pearce              | [ 90 ]             |
| 2008                              | The Dark Knight                                   | The Joker                      | Heath Ledger            | [ 15 ]             |
|                                   | CJ7                                               | Mr Cao                         | Sheung-ching Lee        | [ 127 ]            |
|                                   | Camp Rock                                         | Brown Cesario                  | Daniel Fathers          | [ 128 ]            |
|                                   | RocknRolla                                        | One Two                        | Gerard Butler           | [ 90 ] [ 129 ]     |
|                                   | Frost/Nixon                                       | James Reston, Jr.              | Sam Rockwell            | [ 89 ]             |
|                                   | Definitely, Maybe                                 | Will Hayes                     | Ryan Reynolds           | [ 130 ]            |
|                                   | Nick and Norah's Infinite Playlist                | Tal                            | Jay Baruchel            |                    |
|                                   | The Incredible Hulk                               | Leonard                        | Ty Burrell              | [ 89 ]             |
| 2009                              | Knowing                                           | Professor Phil Beckman         | Ben Mendelsohn          | [ 131 ]            |
|                                   | Watchmen                                          | Dr. Manhattan                  | Billy Crudup            | [ 90 ] [ 132 ]     |
|                                   | Alvin and the Chipmunks: The Squeakquel           | Dave                           | Jason Lee               | [ 133 ]            |
|                                   | The Da Vinci Code                                 | Silas                          | Paul Bettany            | Fuji TV dub        |
|                                   | Casino Royale                                     | Le Chiffre                     | Mads Mikkelsen          | TV Asahi dub       |
|                                   | Shorts                                            | Dr Noseworthy                  | William H. Macy         | [ 135 ] [ 136 ]    |
|                                   | I Love You Phillip Morris                         | Steven Russell                 | Jim Carrey              | [ 15 ]             |
|                                   | Law Abiding Citizen                               | Nick Rice                      | Jamie Foxx              | [ 137 ]            |
| 2010                              | Alice in Wonderland                               | Knave of Hearts                | Crispin Glover          | [ 15 ]             |
|                                   | SAW 3D                                            | Bobby                          | Sean Patrick Flanery    | [ 138 ]            |
|                                   | Camp Rock 2                                       | Brown Cesario                  | Daniel Fathers          |                    |
|                                   | The Bucket List                                   | Thomas                         | Sean Hayes              | TV Asahi dub       |
|                                   | Eat Pray Love                                     | Stephen                        | Billy Crudup            | [ 90 ] [ 139 ]     |
|                                   | Get Him to the Greek                              | Aldous Snow                    | Russell Brand           |                    |
| 2011                              | Hanna                                             | Erik Heller                    | Eric Bana               |                    |
|                                   | The Great Magician                                | Chang Hsien                    | Tony Leung              | [ 90 ] [ 140 ]     |
|                                   | Alvin and the Chipmunks: Chipwrecked              | Dave                           | Jason Lee               | [ 141 ]            |
|                                   | Fast & Furious                                    | Brian O'Conner                 | Paul Walker             | TV Asahi dub       |
|                                   | The Muppets                                       | Gary                           | Jason Segel             | [ 90 ] [ 142 ]     |
| 2012                              | Dredd                                             | Dredd                          | Karl Urban              | [ 15 ]             |
|                                   | Magic Mike                                        | Dallas                         | Matthew McConaughey     | [ 143 ]            |
|                                   | Clash of the Titans                               | Ixas                           | Hans Matheson           | TV Asahi dub       |
|                                   | Prometheus                                        | Fifield                        | Sean Harris             | [ 89 ]             |
| 2013                              | Rush                                              | Niki Lauda                     | Daniel Brühl            | Japanese dub #2    |
|                                   | Transporter: The Series                           | Frank Martin                   | Chris Vance             | [ 15 ]             |
|                                   | Strike Back                                       | Damian Scott                   | Sullivan Stapleton      | [ 15 ]             |
|                                   | Enemies Closer                                    | Xander                         | Jean-Claude Van Damme   | [ 145 ]            |
| 2014                              | Dallas Buyers Club                                | Ron Woodroof                   | Matthew McConaughey     | [ 146 ]            |
|                                   | Helix                                             | Peter Farragut                 | Neil Napier             | [ 115 ]            |
|                                   | Piégé (Trap)                                      | Denis Guillard                 | Pascal Elbé             | [ 90 ]             |
|                                   | Deliver Us from Evil                              | Sarchie                        | Eric Bana               | [ 147 ]            |
|                                   | Hannibal                                          | Frederick Chilton              | Raul Esparza            | [ 15 ]             |
| 2015                              | Mr. Robot                                         | Mr. Robot                      | Christian Slater        | season 1 only      |
|                                   | The Sea of Trees                                  | Arthur Brennan                 | Matthew McConaughey     | [ 149 ]            |
|                                   | Alvin and the Chipmunks: The Road Chip            | Dave                           | Jason Lee               | [ 150 ]            |
|                                   | The Strain                                        | Vasiliy Fet                    | Kevin Durand            | seasons 1 & 2 only |
|                                   | Scream Queens                                     | Wes Gardner                    | Oliver Hudson           | season 1 only      |
| 2016                              | The People v. O. J. Simpson: American Crime Story | O. J. Simpson                  | Cuba Gooding Jr.        | [ 152 ]            |
|                                   | Extant                                            | JD Richter                     | Jeffrey Dean Morgan     | [ 153 ]            |
|                                   | Risen                                             | Clavius Aquila Valerius Niger  | Joseph Fiennes          | [ 154 ]            |
| 2019                              | Between Two Ferns: The Movie                      |                                | Matthew McConaughey     | [ 155 ]            |
|                                   | The King                                          | William Chief Justice          | Sean Harris             | [ 156 ]            |

#### Hoạt hình
| Năm  | Tựa                                                               | Vai                                                      | Ghi chú/Tham khảo |
| ---- | ----------------------------------------------------------------- | -------------------------------------------------------- | ----------------- |
| 1992 | TUGS                                                              | Big Mac, Sea Rogue, Little Ditcher, Frank, The Shrimpers | [ 43 ]            |
| 1994 | Pink Panther                                                      | Louie                                                    | [ 111 ]           |
| 1997 | Beast Wars: Transformers                                          | Dinobot, Clone Dinobot                                   | [ 157 ]           |
| 1998 | Toonsylvania                                                      | Fred Deadman                                             | [ 43 ]            |
| 1999 | Paddington Bear                                                   | Paddington                                               | [ 158 ]           |
|      | Batman Beyond                                                     | Spellbinder/Ira Billings                                 | [ 43 ]            |
| 2000 | The Rugrats Movie                                                 | Stu Pickles                                              | [ 159 ]           |
| 2002 | 101 Dalmatians II: Patch's London Adventure                       | Pongo                                                    | [ 160 ]           |
|      | Disney's House of Mouse                                           | Pongo                                                    | [ 43 ]            |
| 2003 | Bionicle: Mask of Light                                           | Pohatu                                                   | [ 43 ]            |
|      | Sinbad: Legend of the Seven Seas                                  | Sinbad                                                   | [ 15 ]            |
|      | Transformers: Armada                                              | Scavenger                                                | [ 43 ]            |
| 2005 | The Batman                                                        | Ragdoll                                                  | [ 43 ]            |
|      | D.I.C.E                                                           | Pike                                                     | [ 161 ]           |
| 2007 | The Boondocks                                                     | Ed Wuncler III                                           | [ 43 ]            |
|      | Teenage Mutant Ninja Turtles                                      | Traximus                                                 | [ 43 ]            |
| 2009 | Batman: The Brave and the Bold                                    | The Joker/Red Hood, Norville "Shaggy" Rogers             | [ 43 ]            |
| 2010 | Transformers: Animated                                            | Grimlock                                                 | [ 162 ]           |
| 2011 | Kung Fu Panda 2                                                   | Lord Shen                                                | [ 111 ] [ 163 ]   |
| 2012 | Transformers: Prime                                               | Megatron                                                 | [ 164 ]           |
| 2013 | Lego Batman: The Movie - DC Super Heroes Unite                    | Joker                                                    | [ 165 ]           |
| 2014 | Avengers Confidential: Black Widow & Punisher                     | Iron Man                                                 | [ 166 ]           |
| 2016 | Lego DC Comics Superheroes: Justice League - Gotham City Breakout | Joker                                                    | [ 167 ]           |
|      | Pokemon Generations                                               | Detective Handsome                                       | [ 168 ]           |
| 2018 | Next Gen                                                          | Justin Pin                                               | [ 169 ]           |

### Dẫn truyện
| Năm       | Tựa                                                                                  | Ghi chú/Tham khảo          |
| --------- | ------------------------------------------------------------------------------------ | -------------------------- |
| 2010–2012 | Ishikawa Ryou Special RESPECT                                                        | Golf show                  |
| 2010      | Gyakuryuu Shiraberu Travel                                                           | Variety Show               |
| 2011–2015 | Mirai Seiki Zipangu                                                                  | Economy Documentary Show   |
| 2012      | Koi nante Zeitaku ga Watashi ni Ochitekuru no darouka?                               | TV Drama, 6 eps            |
| 2012–2013 | Bakushou Gakuen Nasebara-ru                                                          | Program aimed at teenagers |
| 2014      | “SWEET ROAD TO YOUTH”-A Documentary Film featuring KOTARO FURUICHI & THE COLLECTORS- | [ 171 ]                    |
| 2017 -    | Gekiroku: Keisatsu Micchaku 24-ji !                                                  | Police documentary show    |

### Live Action
Diễn viên đóng thật, không phải lồng tiếng
| Năm  | Tựa                                                                     | Vai                 | Ghi chú/Tham khảo |
| ---- | ----------------------------------------------------------------------- | ------------------- | ----------------- |
| 2010 | Wonderful World                                                         | Nishikawa Yoshitaka | [ 173 ]           |
| 2013 | Tokumei Sentai Go-Busters Returns vs. Dōbutsu Sentai Go-Busters         | Backpacker          |                   |
| 2014 | Crayon Shin-chan: Serious Battle! Robot Dad Strikes Back TV commercials | Single Man          | [ 174 ]           |

## Dĩa nhạc

### Drama CD roles
| Năm phát hành | Tựa CD                                                                                               | Vai                       | Ghi chú              |
| ------------- | --- | ------------------------- | -------------------- |
| 1996          | Mobile Suit Gundam Dai 08MS Shoutai REPORT series                                                    | Eledore Massis            | [ 175 ]              |
| 1999          | Aisubeki Otokotachi no Love Songs series                                                             | Various                   | [ 175 ]              |
|               | Initial D series                                                                                     | Shingo Shouji             | [ 175 ]              |
|               | Love Mode series                                                                                     | Katsura Takamiya          | [ 176 ]              |
| 2002          | Hyakkiyakou-shou - Kogoeru Kage ga Yume Miru Mono                                                    | Tohru Adachi              | [ 175 ]              |
|               | Angel Howling series                                                                                 | Ulpen                     | [ 175 ]              |
| 2003          | Growlanser II series                                                                                 | Maximilian Schneider      | [ 175 ]              |
|               | HeatGuy J Original Drama Album                                                                       | Ken Edmundo               | [ 175 ]              |
|               | Kaleido Star - Hajimete no Sugoi Mini Album                                                          | Kalos Eido                | [ 175 ]              |
| 2004          | Warera no Mizu wa doko ni aru                                                                        | Terasawa Seiichi          | [ 175 ]              |
|               | Fookies series                                                                                       | Tsuyoshi Kohinata         | [ 15 ]               |
|               | BEAST of EAST                                                                                        | Kamo no Mitsuyoshi        | [ 175 ]              |
|               | Galaxy Angel series                                                                                  | Volcott O'Huey            | [ 175 ]              |
|               | Onban Monogatari: Yakumo Tatsu Vol.1                                                                 | Hideto Kitano             | [ 175 ]              |
|               | School Rumble series                                                                                 | Kouji Yakushamaru         | [ 175 ]              |
|               | Keroro Gunsou series                                                                                 | Narration, Paul Moriyama  | [ 175 ]              |
|               | Pyu to Fuku! Jaguar series                                                                           | Jaguar Junichi            | [ 15 ]               |
| 2005          | Trinity Blood File #03 "RADIO HEAD +more                                                             | Isaak Fernand von Kämpfer | [ 175 ]              |
|               | Saiunkoku Monogatari Dai 2 kan Ogon no Yakusoku                                                      | Ensei Rou                 | [ 175 ]              |
|               | Black Cat series                                                                                     | Sven Vollfied             | Animate exclusive    |
| 2006          | Shin Onimusha -Yagyu Jyube Akene no Tabidachi                                                        | Munenori Yagyuu           | [ 175 ]              |
|               | Kashimashi: Girl Meets Girl                                                                          | Sora Hitoshi              | [ 175 ]              |
|               | Maromayu                                                                                             | Shop Manager              | [ 175 ]              |
|               | Vassalord series                                                                                     | Johnny Rayflo             | [ 15 ]               |
|               | Flower of Life                                                                                       | Koyanagi                  | [ 175 ]              |
| 2007          | Kikinosuke Gomen Oto No Ichiban - Dokumi No Kiki                                                     | Gennai Hiraga             | [ 175 ]              |
|               | Asagaya Zippy                                                                                        | Wakana Ihara              | [ 175 ]              |
|               | Drama CD Brave10                                                                                     | Juuzou Kakei              | [ 175 ]              |
|               | Captain HOOK love's lock series                                                                      | Yomi                      | [ 15 ]               |
| 2008          | Kokaku Torimonochou                                                                                  | Hanada                    | [ 175 ]              |
|               | Hatenkou Yuugi Vol.1                                                                                 | Rodley                    | [ 175 ]              |
|               | Ogamiya Yokochou Tenmatsuki                                                                          | Fumiyo Ichikawa           | [ 175 ]              |
|               | 12 Nin no Yasashii Koroshiya series                                                                  | Ryou Kuzuha               | [ 175 ]              |
|               | Original Drama Series Kyouen: "Kingyo," "Kansouki"                                                   |                           | [ 175 ]              |
|               | Are you Alice? series                                                                                | Dormouse                  | [ 15 ]               |
|               | Kiss x Kiss Collections vol.1: Otona no Kiss                                                         |                           |                      |
|               | Danza PLUS COPPERS                                                                                   | Tyler                     | [ 175 ]              |
| 2009          | KIsaragi                                                                                             | Ichigo-musume             | [ 175 ]              |
|               | Saint Butlers: Sumire no Taiko to Kuro no Karei                                                      | Douglas Black             | [ 175 ]              |
|               | Sengoku Basara vol.1                                                                                 | Hisahide Matsunaga        | [ 175 ]              |
|               | RE:BORN (Gackt album)                                                                                | Arkaist                   | [ 175 ]              |
|               | Radical Hospital series                                                                              | Tadatsugu Sakaki          | [ 15 ]               |
|               | Kamisama no Memochou Drama CD                                                                        | Masaru Hanada             | [ 175 ]              |
|               | Gekkou Kamen Begins - Satan no Tsume                                                                 | Yuki Sakaki               | [ 175 ]              |
| 2010          | Voice Colors Series vol. 06: Yakusoku                                                                |                           | [ 175 ]              |
|               | Wakakusa Monogatari                                                                                  | Mrs March                 | [ 175 ]              |
|               | Kamisama no Inai Nichiyoubi                                                                          | Julie Sakuma Dolievich    | [ 175 ]              |
|               | Sengoku Busho Monogatari - Gouketsu Hen 2                                                            | Narration                 | [ 175 ]              |
|               | Bakumatsu Shishi Monogatari - Shinsengumi Hen                                                        | Isami Kondou              | [ 175 ]              |
|               | Meisaku Bungaku (Sho) vs Series Kitakaze to Taiyou                                                   | Traveller                 | [ 175 ]              |
|               | Drama CD Asami Mitsuhiko Series Denkawa Densetsu Satsujin Jiken                                      | Seta                      | [ 175 ]              |
|               | Watashi no Shitsuji - On bitter Taste -                                                              |                           | [ 175 ]              |
|               | Itsuwari no Alkanet Voice Drama                                                                      | Keiichiro Takatori        | [ 175 ]              |
|               | Shizukanaru Don                                                                                      | Shinpachi Ikura           | [ 175 ]              |
| 2011          | Maruyama-Kun Ka no Nekotachi                                                                         | Shuusuke Oohira / Sasuke  | [ 175 ]              |
|               | Reader Song: Love Letter 1 & 2                                                                       |                           | [ 175 ]              |
|               | Kura x Raba - Fan wa, Kaku Katariki -                                                                | Shop Manager              | [ 175 ]              |
|               | Warumono (Warai) Series Wataru Seken wa Oni darake Hen                                               | Red Devil                 | [ 175 ]              |
|               | Armen Noir Drama CD                                                                                  | Zechs                     | [ 175 ]              |
|               | Swiss Tokei no Nazo                                                                                  | Kazuki Misui              | [ 175 ]              |
|               | Senritsu no Stratos Rei                                                                              | Hikoichi Muguruma         | [ 175 ]              |
| 2012          | Oujisama Senka Vol.3: Restore the Bistro - Oujosama Funtoki                                          | Ryuu Sakanoue             | [ 175 ]              |
|               | Anata ga Ofuro de Noboseru series                                                                    | G                         | [ 175 ]              |
|               | Tenshi x Akuma Drama CD 2                                                                            | Mammon                    | [ 175 ]              |
|               | Bungou series                                                                                        | Souseki Natsume           |                      |
|               | Soine Hitsuji CD vol.2 Yuuichi                                                                       |                           | [ 175 ]              |
|               | Ikasama Hakurantei Drama CD 2                                                                        | Ishiki                    | [ 175 ]              |
|               | Double Score series                                                                                  | Takuto Sakita             | [ 175 ]              |
|               | Nurarihyon no Mago - Sennen Makyo: Onban Gekiwashou Vol.2 Edo no Hana Kurodabou no Kai               | Rihan Nura                | [ 175 ]              |
|               | Kiss x Kiss Collections vol.20: Endless Kiss                                                         |                           |                      |
|               | ALCA - Yoake no Kuroto -                                                                             | Keiichiro Takatori        | [ 175 ]              |
| 2013          | Ikizukai series                                                                                      | Protagonist's Father      |                      |
|               | Teiden Shoujo to Hamushi no Orchestra Tachibana no Sho                                               | Sakon                     | [ 175 ]              |
|               | Hakui no Oujisama Matsumoto Yuuichi (53)                                                             | Yuuichi Matsumoto         | [ 175 ]              |
|               | Kyoufu Kaidan Oumagatoki vol.5                                                                       | Narration                 | [ 175 ]              |
| 2014          | Sherlock Holmes series                                                                               | Sherlock Holmes           | [ 15 ]               |
|               | Bravely Default Drama CD - Eternity No Udewa -                                                       | Ciggma Khint              | [ 175 ]              |
|               | Oujisama Factory Vol.3: Gofukuya Tachibana                                                           | Tetsuo Mitani             | [ 175 ]              |
|               | Ultra Kaijoshi                                                                                       | Ultraman Belial           | Comiket 86 exclusive |
| 2015          | Oishuku Koisuru CD Love Cuisine - Monster Recipe - vol.5                                             |                           |                      |
|               | Peace Maker series                                                                                   | Ryouma Sakamoto           |                      |
| 2016          | Yume Oukoku to Nemureru 100 Nin no Oujisama - Oujisamatachi no Sweet de Bitter na Chocolate Zukuri - | Martin                    | [ 175 ]              |
|               | CODE GEASS Akito the Exiled Sound Episode 3                                                          | Claus Warrick             | [ 175 ]              |
|               | Tsubaki No Ochiru Hi 4 - Mitsuai - Gaja Hen                                                          |                           | [ 175 ]              |

### Bài hát của nhân vật
| Năm phát hành | Tựa CD                                                          | Số danh mục | Tên bài | Ghi chú                                                                           |
| ------------- | --------------------------------------------------------------- | ----------- | --- | --------------------------------------------------------------------------------- |
| 1993          | Crayon Shin-chan                                                | WPCL-783    | Kita Saitama Blues |                                                                                   |
| 1997          | Crayon Shin-chan (4)                                            | AMCM-4287   | Semete Konya dake wa | với Miki Narahashi                                                                |
| 1999          | INITIAL D Vocal Battle                                          | AVCT-15000  | Don't stand so close |                                                                                   |
|               | Aisubeki Otokotachi no Love Songs: Yotte Sawaide Dekoboko Combi | MECH-25101  | Uchuugawa Elegy |                                                                                   |
|               |                                                                 |             | Tomodachi to wa Otagai ni Anata wo Suki na Hito no Koto | với Hiro Yuuki                                                                    |
|               | Aisubeki Otokotachi no Love Songs 2: Oira Uchuu no Sukekomashi  | MECH-25102  | Yojouhan Rhapsody |                                                                                   |
|               |                                                                 |             | Love Attack ! | với Hikaru Midorikawa                                                             |
|               | Aisubeki Otokotachi no Love Songs 3: Furusato nite              | MECH-25103  | Rainy Blues |                                                                                   |
|               |                                                                 |             | Mirai |                                                                                   |
|               |                                                                 |             | Original Heartbreak | với Takehito Koyasu                                                               |
| 2001          | Crayon Shin-chan Douyou Kikebaa                                 | KICG-2040   | Ouma wa Minna |                                                                                   |
|               |                                                                 |             | Gohiki no Kobuta to Charleston |                                                                                   |
| 2002          | Galaxy Angel Character Series 06                                | LACM-4073   | Tasogare Day Dream |                                                                                   |
| 2005          | Hagaren Song File - Maes Hughes -                               | SVWC-7277   | Angel Heart |                                                                                   |
|               |                                                                 |             | Soushite Kyou mo Sekai wa |                                                                                   |
|               |                                                                 |             | Papa to Asobou | với Mayumi Yoshida                                                                |
|               | Hagaren Song File - Best Compilation-                           | SVWC-7299   | LAST MEETing | với Romi Paku, Rie Kugimiya, Megumi Toyoguchi & Tohru Ohkawa                      |
|               |                                                                 |             | Good ! | với Romi Paku, Rie Kugimiya, Megumi Toyoguchi & Tohru Ohkawa                      |
| 2008          | Hyakka Seiran Dansei Seiyuu Hen II                              | SVWC-7536   | Winding Road / Mirrorman no Uta / Maaka na Scarf / Hajimete no Chuu / Yatsura no Ashioto no Ballad / Kaettekita Ultraman / Go Go Kikaider / Kyou mo Dokoka de Devilman / Yasashisa ni Tsutsumareta nara / Omoide ga Ippai | Cover Medley of Anime Songs                                                       |
|               | Original Drama Series Kyouen [Kingyo] [Kansouki]                | BMCA-1003   | Tsuki no Shizuku |                                                                                   |
| 2009          | Little Anchor Original Soundtrack                               | KDSD-00287  | Silent Word |                                                                                   |
| 2010          | Yojouhan Shinwa Taikei Original Soundtrack                      | KSCL-1613   | Maru wo Sagashite | TV Anime The Tatami Galaxy Insert Song                                            |
| 2011          | Mayo Chiki ! Character Song Album MayoUta!                      | KICA-3160   | Dekiai Joutou ! |                                                                                   |
|               | HUNTER x HUNTER Character Songs 1                               | VPCG-84920  | Leorio the HUNTER x DOCTOR |                                                                                   |
|               | Tokumei Sentai Go-Busters Character Song Album                  | COCX-37722  | One Wish, one Day | với Katsuhiro Suzuki                                                              |
|               |                                                                 |             | Kizuna - Go-Busters ! (2012 Summer Movie Unit) | với Katsuhiro Suzuki, Ryouma Baba, Tesshou Genda, Arisa Komiya & Tatsuhisa Suzuki |
| 2012          | Appare ! Tenka Gomen Matsuri Soundtrack                         | BASREC-013  | Ooedo Sanka - Shinbou Zaka-hen | dưới tên 子太 明                                                                  |
| 2013          | Hakkenden -Touhou Hakken Ibun- Character Song Album vol.2       | LACA-15352  | Walk Together |                                                                                   |
|               | Ojisama Senka Character Song Series 06                          | TRCD-10160  | Dandelion |                                                                                   |
|               | Tokumei Sentai Go-Busters Complete Song File                    | COCX-37758  | Jingle Bells |                                                                                   |
| 2014          | Hoshi to Pierrot                                                | PCCG-1416   | Koi no Uta | Dynamite Beans version. TV Anime Tamako Market Insert Song                        |
|               | Tamako Love Story Original Soundtrack                           | PCCG-1415   | KOI NO UTA | Alt. Movie Version                                                                |
| 2015          | Bakumatsu Rock Ultimate Soul Mini Album                         | GNCA-7220   | Hikari no Genseki |                                                                                   |
| 2016          | Sanbagarasu Otoko Uta - Granblue Fantasy                        | SVWC-70178  | Sanbagarasu Otoko Uta | với Rikiya Koyama & Hiroki Yasumoto                                               |

## Video / Sự kiện
| Năm  | Tựa                                                                | Số danh mục | Ghi chú/Tham khảo                                                 |
| ---- | ------------------------------------------------------------------ | ----------- | ----------------------------------------------------------------- |
| 2005 | Fullmetal Alchemist Festival - Tales of Another                    | ANSB-1248   | [ 182 ]                                                           |
| 2007 | Basara Matsuri 2007 - Fuyu no Jin                                  | CPBA-10036  | [ 183 ]                                                           |
|      | Bakasawagi - Baccano ! DVD Release Commemoration Event             | ANSB-2905-6 | Digest included với Baccano ! DVDs vol.5 & 6                      |
| 2009 | Fullmetal Alchemist Festival '09                                   | ANSB-5539   | [ 185 ]                                                           |
|      | Are you Alice? Sweet Tea Party Music and Live - Honeyed Invitation | MESV-2      | [ 186 ]                                                           |
|      | Basara Matsuri 2009 - Haru no Jin                                  | BAMD-0001   | [ 187 ]                                                           |
|      | Little Anchor - Dead or Live                                       | D3PO-0011   | Animate exclusive                                                 |
| 2011 | Ao no Exorcist - Blue Night Fes                                    | ANSB-3845   | [ 189 ]                                                           |
|      | Basara Matsuri 2011 - Natsu no Jin                                 | BAMD-0004   | [ 190 ]                                                           |
| 2012 | Blood-C-arnival                                                    | ANZB-6895   | Bao gồm phiên bản giới hạn trên DVD/BD của Blood-C: the Last Dark |
|      | Fujiwara Keiji no Kore ga Yaritai - Kanto-hen                      | APLE-1      | Variety DVD. với Takahiro Sakurai                                 |
| 2013 | Basara Matsuri 2013 - Haru no Jin                                  | BAMD-0007   | [ 194 ]                                                           |

## Web Radio Hosting
| Năm                  | Tên sự kiện                                               | Ghi chú/Tham khảo                               |
| -------------------- | --------------------------------------------------------- | ----------------------------------------------- |
| 2007-2008            | Fujiwara, Hirata no Sweet Tea Party                       | Are you Alice? themed show. With Hiroaki Hirata |
| 2008–2011, 2013–2014 | ANI-COM RADIO 〜 Fujiwara de Ii Kana 〜                   | với Kana Asumi                                  |
| 2008–2009            | Hyakko - Tora no Ko Radio                                 | [ 196 ]                                         |
| 2008–2009            | Shikabane Hime Radio 〜 Kochira Dainrinkan Housoukyoku 〜 | với Nana Akiyama                                |
| 2009                 | Vassalord Radio Station                                   | với Ryoutarou Okiayu                            |
| 2009                 | Mamachari to Chuuzai no Bokuchuu Radio                    | với Kenichi Suzumura                            |
| 2009–2010            | Miracle Train 〜 Shashoushitsu he Youkoso 〜              | với KENN                                        |
| 2010                 | Arakawa FM                                                | với Chiaki Omigawa                              |

## Chỉ đạo âm thanh
| Năm  | Tựa                                                                 | Ghi chú/Tham khảo |
| ---- | ------------------------------------------------------------------- | ----------------- |
| 2010 | Kakkokawaii Sengen !                                                | [ 8 ]             |
| 2012 | Maji de Otaku na English ! Ribbon-chan: Eigo de Tatakau Mahoushoujo | [ 202 ]           |
| 2013 | Angel Drop (special)                                                |                   |
| 2013 | Pupipo !                                                            | [ 203 ]           |
| 2015 | BAR Kiraware Yasai                                                  | [ 204 ]           |

## Diễn viên lồng tiếng
Dưới đây là danh sách các diễn viên lồng tiếng đã thay thế ông trong thời gian gián đoạn liên quan đến sức khỏe (2016-2017), trước khi qua đời vào năm 2020.
- Kenyū Horiuchi - Pokémon Generations: Handsome/Looker
- Hiroaki Hirata - Blue Exorcist: Kyoto Saga: Shirō Fujimoto
- Kenjirō Tsuda - Attack on Titan 2nd Season: Hannes, Space Battleship Yamato 2202: Warriors of Love, Isami Enomoto
- Toshiyuki Morikawa - Crayon Shin-chan series: Hiroshi Nohara, Eureka Seven Hi-Evolution: Holland Novak
- Mitsuru Ogata - Macross Delta: Berger Stone
- Yasunori Matsumoto - Mr. Robot: Mr. Robot
- Kazuya Nakai - The Night Is Short, Walk on Girl: Seitaro Higuchi
- Kanehira Yamamoto - Senran Kagura: Peach Beach Splash: Mr. K (Kiriya)
- Jin Yamanoi - The Strain: Vasiliy Fet
- Kazuhiro Yamaji - Granblue Fantasy The Animation: Eugen
- Rikiya Koyama - Dance with Devils: Fortuna: Nesta
- Kazuhiko Inoue - Scream Queens: Wes Gardner